# Bảo tàng Chứng tích chiến tranh
Bảo tàng Chứng tích Chiến tranh (War Remnants Museum) là một bảo tàng vì hòa bình ở số 28 đường Võ Văn Tần, Phường Võ Thị Sáu, Quận 3, Thành phố Hồ Chí Minh. Bảo tàng Chứng tích Chiến tranh trực thuộc Sở Văn hóa và Thể thao Thành phố Hồ Chí Minh, là thành viên của hệ thống Bảo tàng vì hòa bình thế giới và Hội đồng các bảo tàng thế giới (ICOM). Bảo tàng Chứng tích Chiến tranh là Bảo tàng chuyên đề nghiên cứu, sưu tầm, lưu trữ, bảo quản và trưng bày những tư liệu, hình ảnh, hiện vật về những chứng tích tội ác và hậu quả của các cuộc chiến tranh mà các thế lực xâm lược đã gây ra đối với Việt Nam. Qua đó, Bảo tàng tuyên truyền về tinh thần đấu tranh bảo vệ độc lập tự do của Tổ quốc, về ý thức chống chiến tranh xâm lược, bảo vệ hòa bình và tinh thần đoàn kết hữu nghị giữa các dân tộc trên thế giới. Bảo tàng lưu giữ hơn 20.000 tài liệu, hiện vật và phim ảnh, trong đó hơn 1.500 tài liệu, hiện vật, phim ảnh đã được đưa vào giới thiệu ở 8 chuyên đề trưng bày thường xuyên.

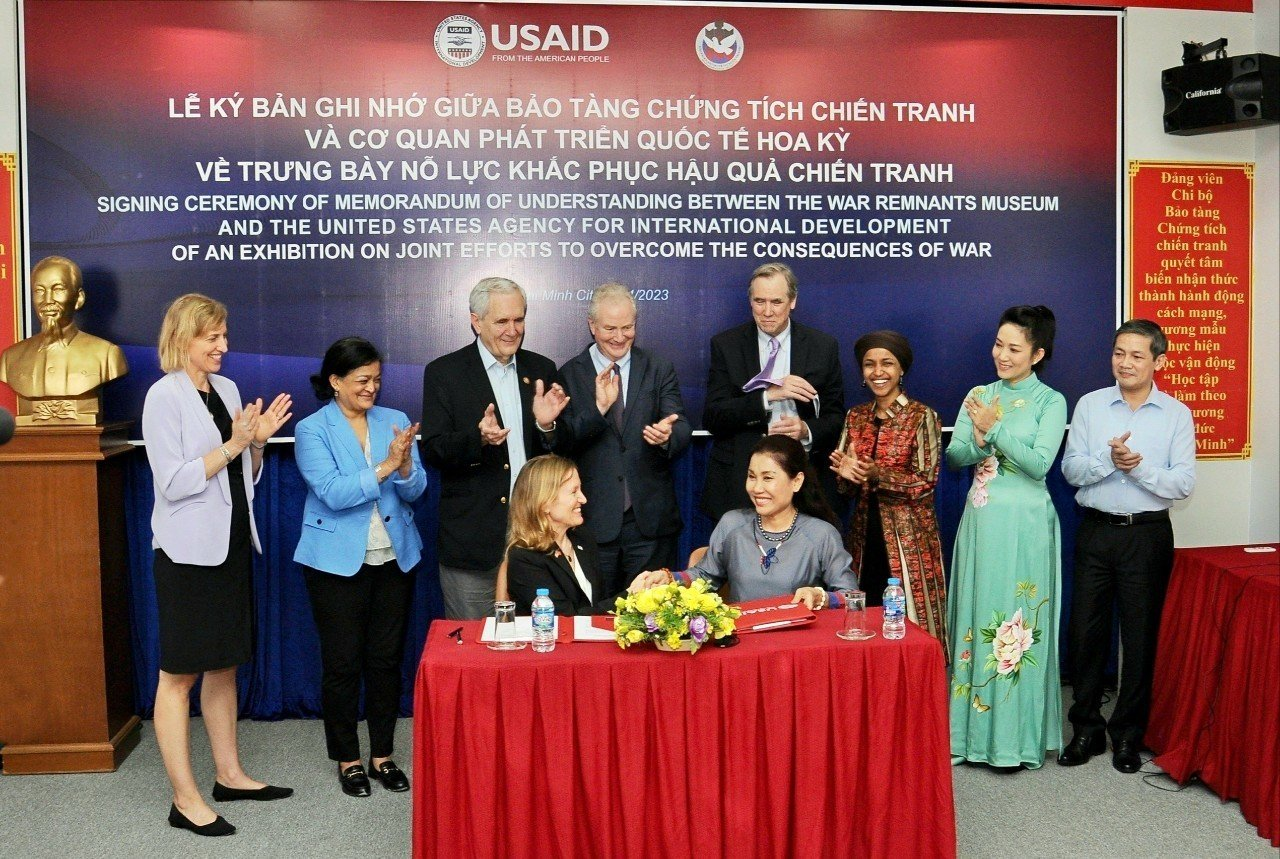
Bảo tàng Chứng tích Chiến tranh và Cơ quan Phát triển Quốc tế Hoa Kỳ (USAID) đã ký kết Bản ghi nhớ hợp tác thực hiện phòng trưng bày tại Bảo tàng Chứng tích Chiến tranh về những nỗ lực chung của hai nước Việt Nam và Hoa Kỳ khắc phục hậu quả chiến tranh, chiều 10/4/2023.

Từ nhiều năm qua, Bảo tàng Chứng tích Chiến tranh là một trong những điểm tham quan thu hút lượng khách đông nhất ở TPHCM và cả nước. Qua 48 năm hình thành và phát triển (1975 - 2023), Bảo tàng đã đón tiếp hơn 23 triệu lượt khách tham quan, trong đó có hơn 11 triệu lượt khách quốc tế và hơn 2 triệu lượt khách tham quan triển lãm lưu động. Hiện nay Bảo tàng Chứng tích Chiến tranh thu hút trên 1 triệu lượt khách tham quan mỗi năm.

## Lịch sử

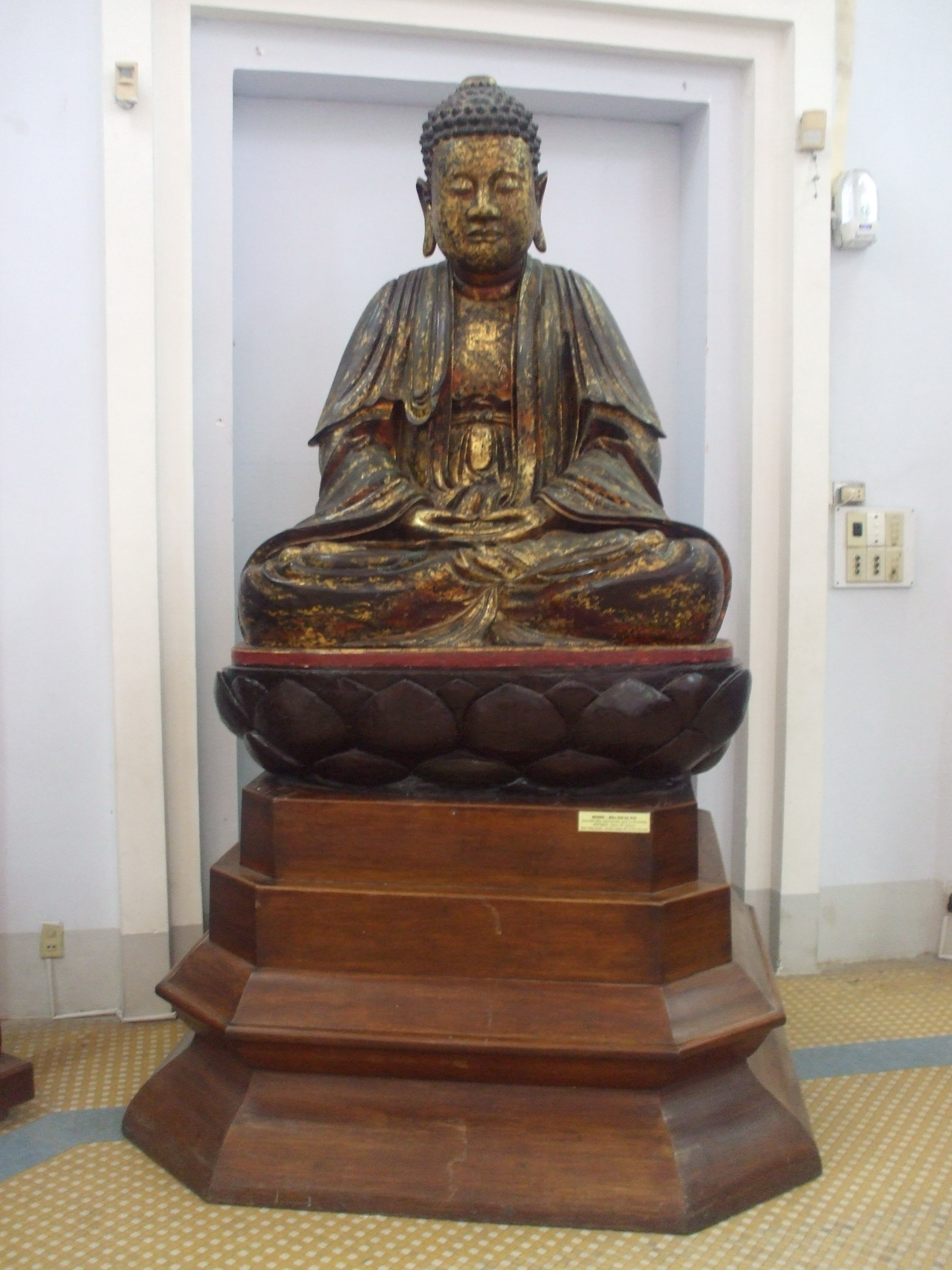
Tượng Phật chùa Khải Tường hiện đang trưng bày tại Bảo tàng Lịch sử Tp.HCM

### Thời nhà Nguyễn
Địa điểm nơi này thời nhà Nguyễn là vị trí của chùa Khải Tường, một ngôi chùa do vua Gia Long (niên hiệu Gia Long) truyền dựng lên để đánh dấu nơi sinh của hoàng tử Nguyễn Phúc Đảm (tức vua Thánh Tổ, niên hiệu Minh Mạng sau này). Sang thời Pháp thuộc, năm 1880, chính quyền thực dân cho phá bỏ chùa. Riêng pho tượng Phật được lưu giữ và sau chuyển vào Bảo tàng Blanchard de la Brosse (tiếng Pháp: Musée Blanchard de la Brosse). Nền chùa cũ bị lấp và xây biệt thự lên trên, mang số 28 đường Testard.
Chùa Khải Tường vốn tọa lạc ở Tân Lộc thôn, tỉnh Gia Định xưa (có tư liệu gọi là thôn Hoạt Lộc). Ban đầu, chùa chỉ là một am tranh. Tương truyền năm Giáp Ngọ 1744, Thiền sư Phật Ý-Linh Nhạc theo nhóm lưu dân vào phương Nam khai phá. Trên đường đi, thiền sư đã gặp một tăng sĩ cùng lứa tuổi, kết làm huynh đệ. Họ cùng nhau đến làng Tân Lộc, phá rừng, khai khẩn ruộng đất canh tác và dựng lên một am lá thờ Phật. Vài năm sau, tăng sĩ cùng kết nghĩa tách ra lập am riêng, cách am cũ vài mươi mét, để tiện việc tu hành.
Năm Nhâm Thân 1752, hai am lá lần lượt được Thiền sư Linh Nhạc cùng vị tăng sĩ kết giao tu bổ thành chùa, đặt tên là "Từ Ân" (ngụ ý nhờ lòng từ bi và ân huệ của đức Phật mà dân chúng được bình an, tạo dựng cuộc sống ấm no hạnh phúc nơi vùng đất mới) và "Khải Tường" (hàm ý mở rộng phước lành cho bá tánh).
Vào năm 1790, trong quá trình bôn tẩu tránh quân Tây Sơn, Nguyễn Ánh đã từng tá túc tại chùa Từ Ân. Chùa Khải Tường là nơi trú ngụ của các cung phi. Năm 1791, Nhị phi Trần Thị Đang (tức Thuận Thiên Cao Hoàng hậu) hạ sinh hoàng tử Nguyễn Phúc Đảm nơi hậu liêu chùa Khải Tường. Sau này khi lên ngôi hoàng đế (lấy niên hiệu Minh Mạng), nhớ đến nơi mình sinh ra nên vua đã truyền lệnh cho quan quân đến thành Gia Định, tìm lại dấu vết.
Xác minh được di chỉ ở Tân Lộc, quan thành Gia Định đã cho vẽ địa đồ dâng về Huế. "Vua bèn sai lấy của kho 300 lạng bạc, giao cho quan địa phương, theo cách thức đã định của Bộ Công, gọi thợ xây dựng. Lại mộ sư đến ở, hạn là 20 người.". Vì kinh phí xây dựng hoàn toàn do quốc khố đài thọ nên công việc thổ mộc nhanh chóng hoàn tất. Ngôi chùa được trùng tu, khang trang hơn, lấy danh hiệu là "Quốc Ân Khải Tường tự". Các tiết lễ hàng năm đều được tổ chức rất chu đáo.
Ngày lạc thành Khải Tường tự, vua Minh Mạng đã dâng cúng một pho tượng Phật Di Đà ngồi kiết già trên tòa sen. Pho tượng thể hiện A Di Đà trong tư thế Vajrasana (Bảo tòa Kim cương), được sơn son thếp vàng độc đáo, với hai tay tượng chắp lại, hai ngón tay dính nhau và trên ngực có chạm hình chữ Vạn (Svastika). Đến khoảng năm Quí Mão (1843) tức năm Thiệu Trị thứ ba, Giáo thọ Như Quang vận động các vị hoàng thân quốc thích, đồng bào phật tử ủng hộ chỉnh trang nên chùa có quy mô tráng lệ hơn.

### Thời kỳ 1859 – 1975
Ngày 18/12/1859, thiếu tướng Hải quân Charles Rigault de Genouilly chỉ huy liên quân Pháp - Tây Ban Nha đánh chiếm thành Gia Định. Nhiều ngôi chùa cổ ở đây đã trở thành nơi đóng quân của lính Pháp. "Suốt từ Sài Gòn vào Chợ Lớn, bốn ngôi chùa, đền cổ đã bị quân đội viễn chinh chiếm đóng là chùa Khải Tường, đền Hiển Trung, chùa Kiểng Phước, chùa Cây Mai. Chúng đặt tên là "lignes des pagodes" (phòng tuyến các chùa)” nhằm chống lại các cuộc tấn công của quân khởi nghĩa.

"Quốc Ân Khải Tường tự" vì ở sát thành Gia Định, nên bị quân Pháp chiếm làm đồn lũy. Đại úy Thủy quân lục chiến Pháp Nicolas Barbé nhận nhiệm vụ dẫn quân vào chiếm giữ. Barbé đem tượng Phật bỏ ngoài sân, cưỡng bức các sư phải rời chùa. Từ đó, chùa Khải Tường còn có tên là chùa Barbé (có tài liệu dùng chữ "Barbet") hay đồn Barbé (theo tên của Đại úy trưởng đồn). Đêm 07/12/1860, nghĩa quân Trương Định ở Gò Công kéo lên Gia Định phục kích và giết chết Barbé ở bên ngoài đồn.

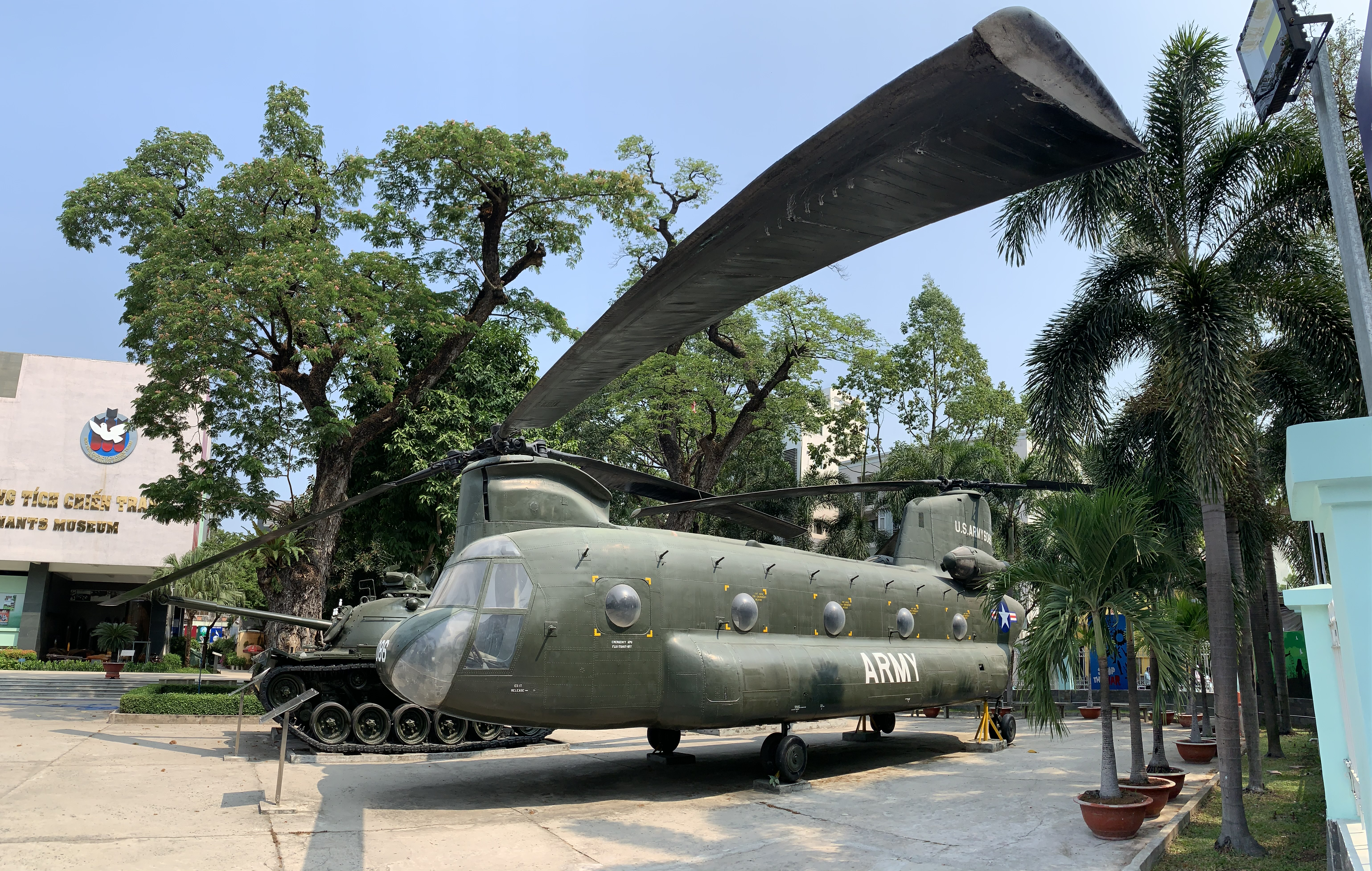
Máy bay Chinook CH47 đang trưng bày tại Bảo tàng

Đồn Barbé (tức khung sườn của chùa Khải Tường) từ đó cũng dần dần bị phá hủy để xây dựng các công trình thuộc địa.
Ngày 10/9/1869, Chuẩn Đô đốc Gouverneur P.I ra Quyết định “Chùa Barbet cũng như lô cốt nhỏ ở gần ngôi chùa này và tất cả các công trình xây dựng của nó sẽ thuộc về chính quyền địa phương. Dãi đất nằm giữa đường I’Impératrice (nay là đường Nam Kỳ Khởi Nghĩa) kéo dài phần tài sản của Lanneau sẽ dành để xây dựng một Sở Sen đầm sau này. Trong khi chờ đợi ngân khố thuộc địa cho phép xây dựng công trình, chùa Barbet và các công trình công sự sẽ được sử dụng làm nơi ở cho 02 đội bộ binh”.
Tuy nhiên, công trình sau đó dự kiến biến thành trại cải huấn. Ngày 10/3/1871, trong lá thư viết tay từ Bộ Trưởng Nội vụ gửi cho Giám đốc Sở Địa chính đã nói đến việc “mảnh đất công dự kiến xác nhập vào chùa Barbet để các tù nhân trẻ lao động ở đây” đã được “Thống đốc cơ bản cho phép sử dụng khu đất dự kiến làm trại giáo huấn”.
Chùa Barbet trở thành trại cải huấn không được bao lâu thì ngày 10/7/1871 đã có quyết định chuyển tù nhân trẻ từ chùa Barbet về khám trung tâm và ngày 12/8/1871, Chuẩn đô đốc Dupré đã ký Quyết định “Chùa Barbet và các công trình xây dựng thuộc chùa Barbet sẽ chuyển thành Trường Sư phạm thuộc địa.

Đến ngày 17/11/1874 thì có Quyết định bãi bỏ việc xây trường Sư phạm thuộc địa và tiến hành xây dựng một trường trung học với tên gọi trường Trung học thực dân (École Normale) (sau này trở thành Trường Chasseloup - Laubat).

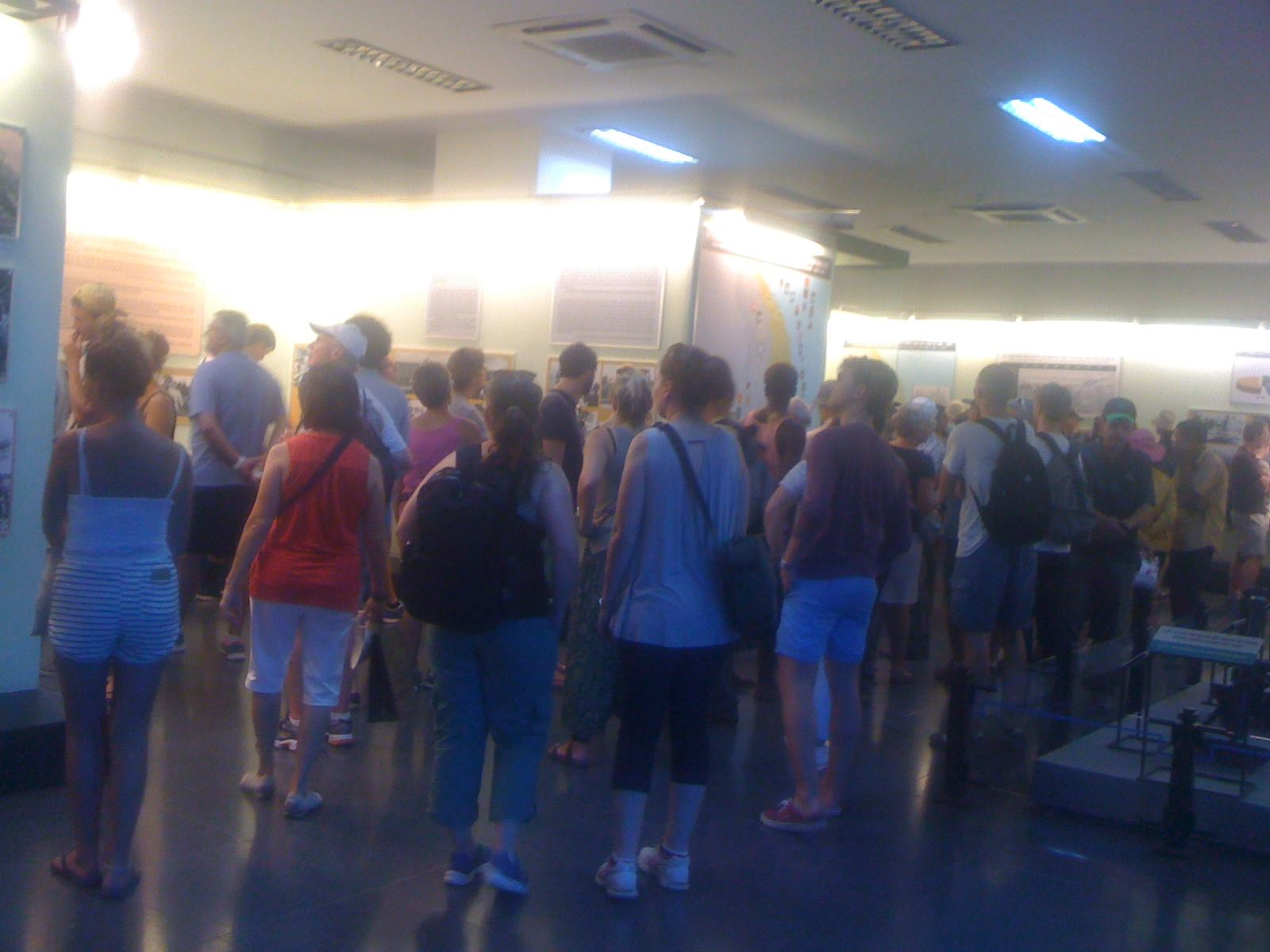
Khách tham quan BTCTCT

Theo bản đồ, vị trí chùa Barbet nằm trên lô 1(số 93 đường Richaud (đường Phan Đình Phùng), trước đây gọi là đường số 27, và sau đó là đường Des Mois (đường Mọi)) và các lô số 8 và 9 (số 26 đường Testard (Trần Quý Cáp)). Lô số 1 đã được khách sạn La Chartered Bank sử dụng, và lô 8 và 9 là biệt thự của bà Matieu ở góc đường Testard và đường Barbet. Pháo đài mà Quyết định ngày 10/9/1869 nhắc đến nằm ở lô 24 mà hiện nay là nhà của chủ tịch tối cao toà án, số 6 đường Barbet. (Đường Richaud hiện nay là đường Nguyễn Đình Chiểu, đường Testard là Võ Văn Tần, đường Barbet là Lê Quý Đôn). Sau đó, khu đất có chứa chùa Barbet được chuyển nhượng miễn phí cho Colombier, cựu chiến binh và là người làm vườn của Chính phủ, vào ngày 15/12/1877. Kể từ đó, mảnh đất này không còn được nhắc đến nữa. Nhưng pháo đài thì tiếp tục được sử dụng. Nó được dùng làm nơi ở cho Giám đốc trường Trung học Bản xứ (Collège Indigène - trường Lê Quý Đôn ngày nay).
Vào năm 1895, nó đã thuộc về ông Bertaux, Chủ nhiệm Sở địa chính Nam Kỳ. Ông Dussol, nguyên Kiểm soát Hải quan đã miêu tả: “Vào giai đoạn này, không có một công trình liền kề nào khác ngoài trường Collège Chasseloup-Laubat (trường Lê Quý Đôn ngày nay), biệt thự của ngài Bertaux trên dường Mac-Mahon (sau đó đổi tên là đường Công Lý, hiện nay là đường Nam Kỳ Khởi Nghĩa), và một biệt thự khác (sau là trụ sở chính của Công ty Thuế Đông Dương, số 81 đường Richaud) sát ngay cạnh khu đất chùa Barbet. Khu đất bên cạnh nằm giữa chùa Barbet và trường đua cũ bị bỏ hoang và không có người ở. Toà nhà được gọi là chùa Barbet là tòa nhà chỉ có một tầng trệt, nằm trên nền móng cao 0,6m, bằng gạch, mái bằng ngói tròn An Nam, được chống đỡ bằng cột gỗ. Nó có kích thước, theo trí nhớ của tôi, là dài khoảng 16m và chiều rộng thì lớn hơn một chút. Phần hiên xung quanh nhà rộng khoảng 2,5m”.

Những miêu tả trên đây của ông Dussol, được hỗ trợ thêm bởi những thông tin bổ sung do ông M.Cudenet (nguyên Giám đốc Sở Dân sự) và ông Blanchard (nguyên Thanh tra Hải quan) cung cấp, cho phép chúng ta tin rằng chùa Barbet mà người ta nói đến chỉ có một công trình cỏ, còn pháo đài, đã được sử dụng làm nơi cư trú cho những người Châu Âu. Chùa Barbet đã hoàn toàn bỏ trống vào năm 1895. Tuy nhiên, trong bản đồ toàn cảnh Sài Gòn vào năm 1902, có một ngôi nhà lớn tọa lạc tại vị trí trên thuộc về bà Mathieu ở đường Testard. Như vậy, ngôi nhà này đã được xây lên sau năm 1895 và chùa Barbé bị phá hủy hoàn toàn khi xây dựng biệt thự của bà Mathieu.

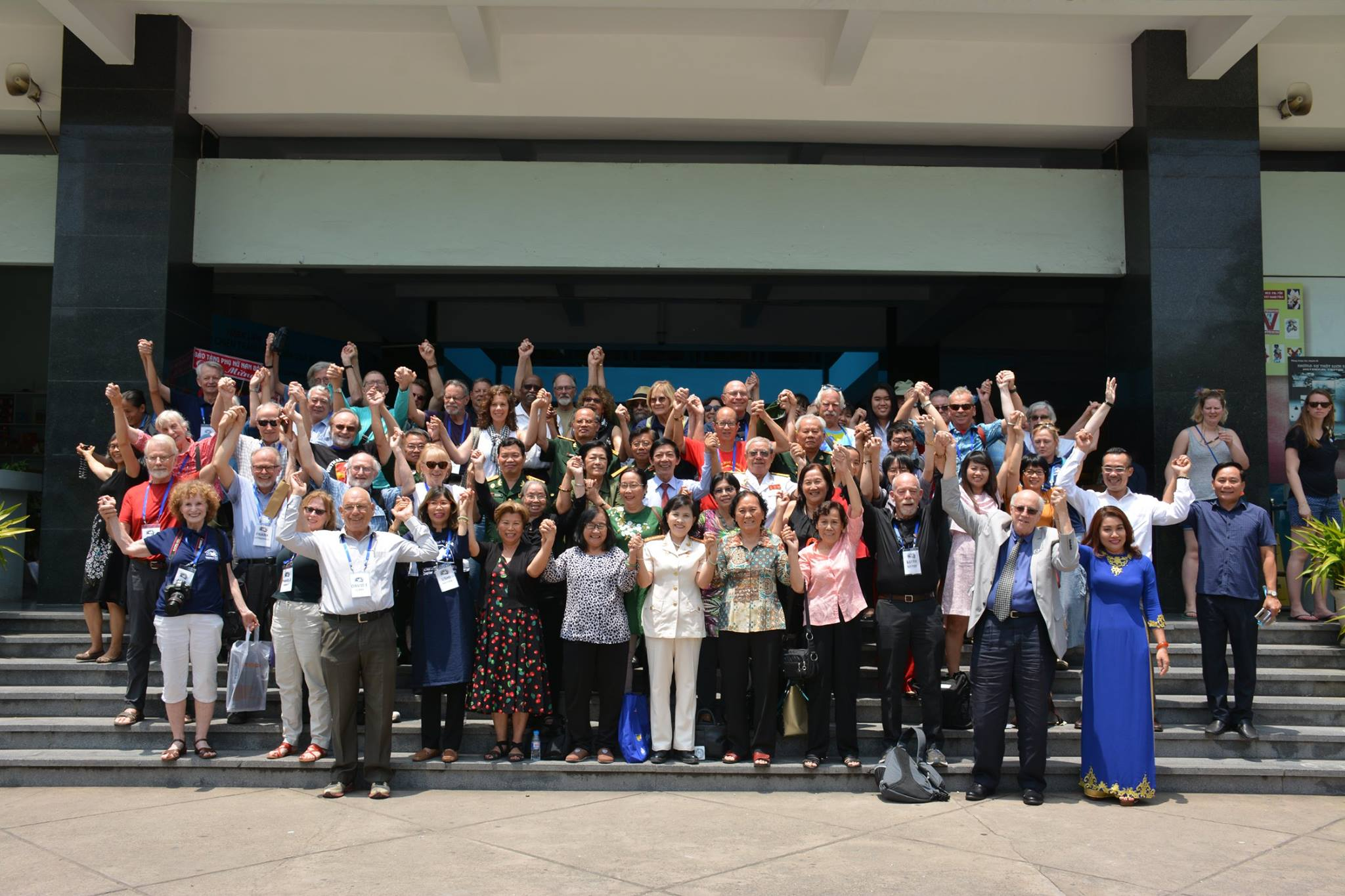
Giao lưu, tọa đàm nhân chứng quốc tế tại Bảo tàng, 2019

Khi tháo dỡ, tấm hoành phi “Quốc ân Khải Tường tự” được chuyển về chùa Từ Ân (nay ở đường Tân Hóa, quận 6, Tp. Hồ Chí Minh) cất giữ. Riêng Pho tượng Phật chùa Khải Tường được đem về cất giữ ở kho phủ Toàn quyền, sau đó giao về cho Hội Cổ học Ấn - Hoa. Năm 1929, khi Bảo tàng Blanchard de la Brosse (nay là Bảo tàng Lịch sử Thành phố Hồ Chí Minh) khánh thành thì pho tượng được chuyển về bảo tàng lưu giữ cho đến nay.
Khoảng giữa thế kỷ 20, khu đất này thuộc về Nghị viên Bùi Quang Chiêu, một chính khách có tiếng ở Nam Kỳ thời Pháp thuộc và ông đã cho xây dựng tại đây một biệt thự theo kiến trúc Tây Âu. Sau đó, con gái ông Chiêu, bác sĩ Henriette Bùi đã mở một phòng khám sản phụ khoa tại đây vào năm 1940. Đến năm 1947, Bà hiến tặng biệt thự làm cơ sở cho Trường Đại học Y Khoa Sài Gòn thuộc Viện Đại học Sài Gòn. Tòa nhà lúc đó có địa chỉ là số 28 đường Testard.
Theo tác giả Vương Hồng Sển: “nền chùa Khải Tường truy rõ lại, ở lọt vùng đất Trường Đại học Y Dược hiện thời, số 28 đường Trần Quý Cáp, trên khu đất mang số bông đồ kim thời 1, 8. 9, - section B 2è feuille, ville de Saigon. Vị trí nền chùa định chừng ở lối dãy nhà bếp nhà xe của tòa nhà cũ Chưởng khế Mathieu”. Năm 1961, trường được dời đi và nơi đây thuộc về các cố vấn quân sự Mỹ.
Từ sau khi Mỹ bắt đầu ồ ạt đưa quân viễn chinh vào miền Nam Việt Nam, tòa nhà số 28 đường Trần Quý Cáp (Nay là đường Võ Văn Tần) là một trong những cơ quan đầu não của bộ máy chiến tranh xâm lược của Mỹ tại Việt Nam mang tên “Phòng nhân viên dân chính Hoa Kỳ” - CPO (Office of Civilian Personnel) và văn phòng Giám sát của Cơ quan Phát triển Quốc tế của Hoa Kỳ - USAID (United States Agency for International Development) (một đơn vị thuộc chính phủ Liên bang Hoa Kỳ được giao việc điều hành viện trợ dân sự cho nước ngoài - thực chất là CIA trá hình). Đến năm 1973, địa điểm này trở thành cơ quan bảo vệ các cơ sở quan trọng của Mỹ như Tòa Đại sứ Mỹ, Cơ quan công vụ Hoa Kỳ - JUSPAO (Joint United States Public Affairs Office) (thực chất là cơ quan tuyên truyền chủ nghĩa thực dân mới).

### Sau năm 1975
Sau ngày giải phóng miền Nam, thống nhất đất nước, thực hiện Thông tri số 19/TT-75 của Thường vụ Trung ương Cục miền Nam về tổng kết tội ác chiến tranh, để lưu lại những chứng tích anh hùng của nhân dân Việt Nam trong công cuộc đấu tranh chống ngoại xâm, đồng thời tố cáo tội ác chiến tranh xâm lược của quân đội Mỹ ở Việt Nam, Đảng bộ thành phố Sài Gòn (nay là Đảng bộ Thành phố Hồ Chí Minh) đã chủ trương thành lập Nhà Trưng bày tội ác Mỹ - Ngụy. Tòa nhà 28 đường Trần Quý Cáp (nay là đường Võ Văn Tần) được chọn để xây dựng nhà trưng bày chứng tích một cuộc chiến tranh.
Ngày 13/8/1975, Ban Thường vụ Thành ủy Thành phố Hồ Chí Minh đã ban hành Thông tri số 06/TT-75 quyết định thành lập Ban điều tra và tố cáo tội ác Mỹ - Ngụy tại Thành phố Hồ Chí Minh (gọi tắt là Ban điều tra tội ác Mỹ - Ngụy). Với sự tham gia của nhiều ban ngành như Ban Tuyên huấn, Bộ Tư lệnh thành phố, Ban An ninh nội chính, Sở Văn hóa Thông tin, Sở Y tế, Sở Tài chính, Chi cục thống kê,... Ban điều tra đã sưu tầm được nguồn tư liệu, hiện vật, hình ảnh do nhiều cơ quan, đơn vị lực lượng vũ trang hoặc cá nhân đang lưu giữ và quản lý, trên cơ sở đó, xây dựng Đề cương, xác định nội dung chủ yếu của Nhà trưng bày. Sau một thời gian gấp rút chuẩn bị, Nhà Trưng bày về tội ác chiến tranh của Mỹ - Ngụy đã được hình thành và bắt đầu mở cửa phục vụ khách tham quan vào ngày 04/9/1975.
Sau gần 2 năm hoạt động, ngày 08/3/1977, Ủy ban Nhân dân Thành phố Hồ Chí Minh ban hành Quyết định số 203/QĐ-UB-TC công nhận Ban điều tra và tố cáo tội ác Mỹ - Ngụy là đơn vị sự nghiệp trực thuộc Ủy ban Nhân dân thành phố, có nhiệm vụ: Điều tra, sưu tầm, nghiên cứu các tài liệu, hiện vật về tội ác chiến tranh của quân đội Mỹ và tay sai (kể cả tư sản mại bản), tổ chức thành khu triển lãm, qua đó tố cáo tội ác chiến tranh xâm lược của đế quốc Mỹ gây ra ở miền Nam Việt Nam; Quản lý, bảo tồn và tiếp tục sưu tầm phát triển các tài liệu, tiến tới xây dựng thành trung tâm bảo tồn bảo tàng về các di tích tội ác của Mỹ - Ngụy để giáo dục cho thế hệ mai sau; Tổ chức xây dựng đội ngũ cán bộ, nhân viên có nghiệp vụ, bảo đảm thực hiện tốt nhiệm vụ được giao.

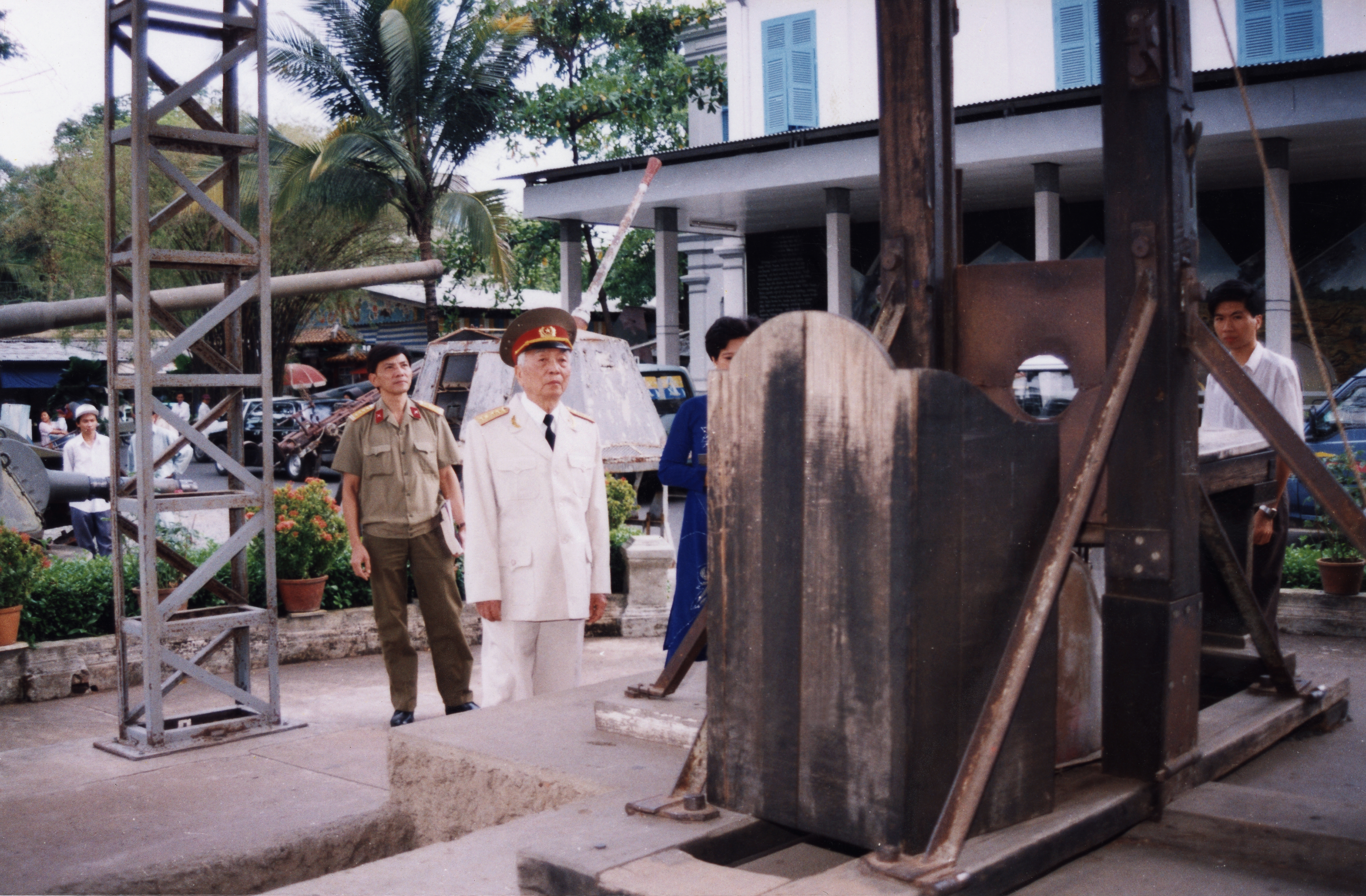
Đại tướng Võ Nguyên Giáp đến thăm Bảo tàng 29/4/1997

Đến ngày 18/10/1978, Ủy ban Nhân dân Thành phố Hồ Chí Minh ban hành Quyết định số 209/QĐ-UB giải thể Ban điều tra và tố cáo tội ác Mỹ - Ngụy thành phố; Nhà Trưng bày tội ác Mỹ - Ngụy trực thuộc Sở Văn hóa và Thông tin (nay là Sở Văn hóa và Thể thao Thành phố Hồ Chí Minh). Trong thời gian này, nhều lãnh đạo cấp cao của Đảng và Nhà nước như: Trường Chinh, Phạm Văn Đồng, Nguyễn Duy Trinh, Lê Văn Lương, Hoàng Văn Thái,... đã đến xem và góp ý. 

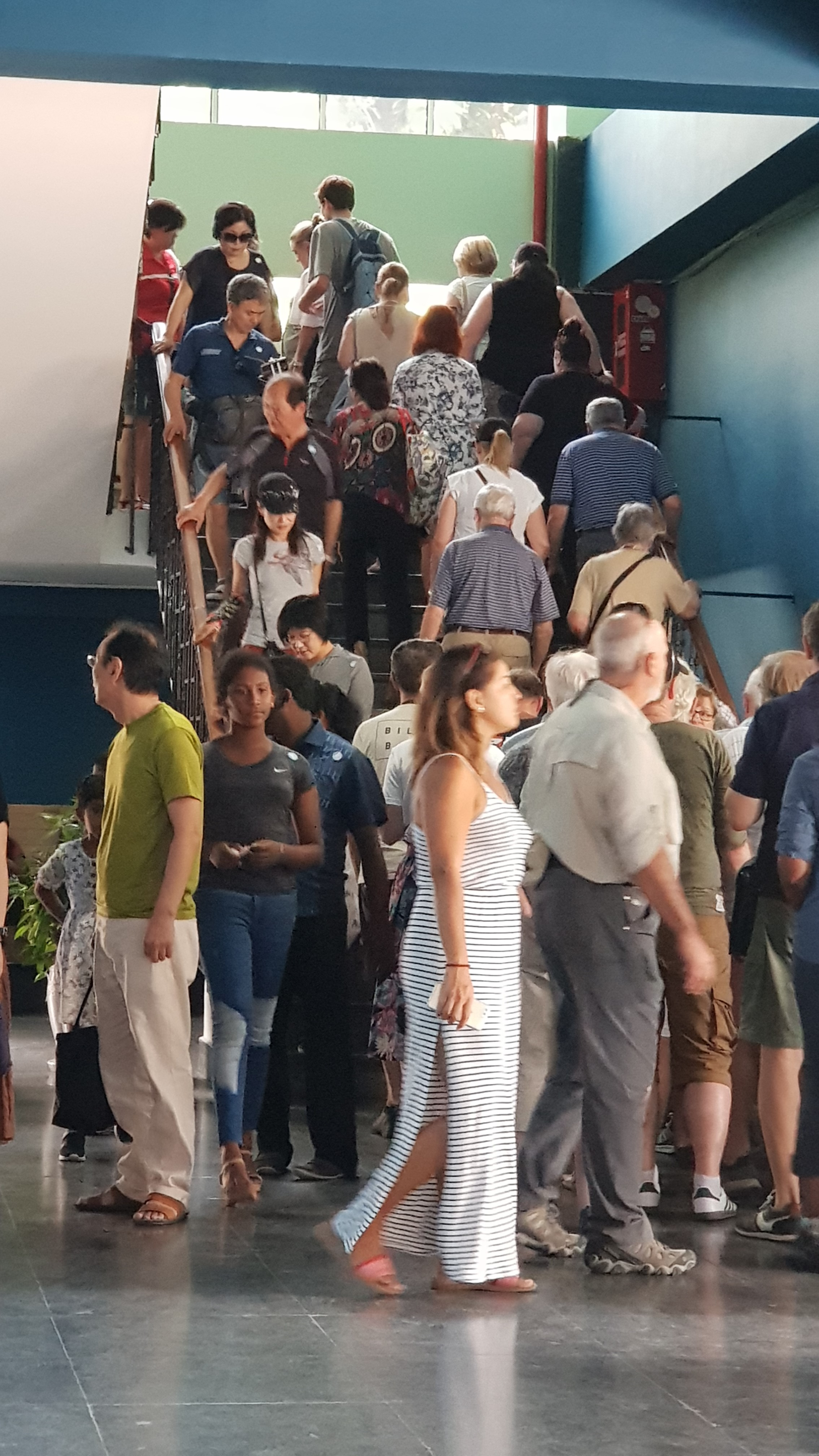
Khách tham quan

Nhà trưng bày đã nhận được nhiều ủng hộ từ phía lãnh đạo Bộ Quốc phòng và Quân khu 7, từ đó đã có được khá nhiều loại vũ khí, khí tài tối tân, hiện đại của Mỹ sử dụng trong Chiến tranh Việt Nam làm hiện vật trưng bày như: các loại xe tăng, đại bác, bom mìn, đạn dược,... trong đó có cả bom 7 tấn, bom CBU-55B.  Thậm chí, cả một bộ cửa sắt nguyên gốc tại Nhà tù Côn Đảo (do Pháp đúc và đưa từ Pháp sang) cũng đã được Tỉnh ủy Côn Đảo tạo điều kiện đưa về TPHCM, trưng bày tại đây để giới thiệu về Nhà tù Côn Đảo và Chuồng Cọp. Đặc biệt, sau một thời gian dài tìm kiếm, nơi cất giấu chiếc máy chém gốc cũng đã được phát hiện để mang về, đặt ngoài trời, trước cổng lớn vào Nhà trưng bày.

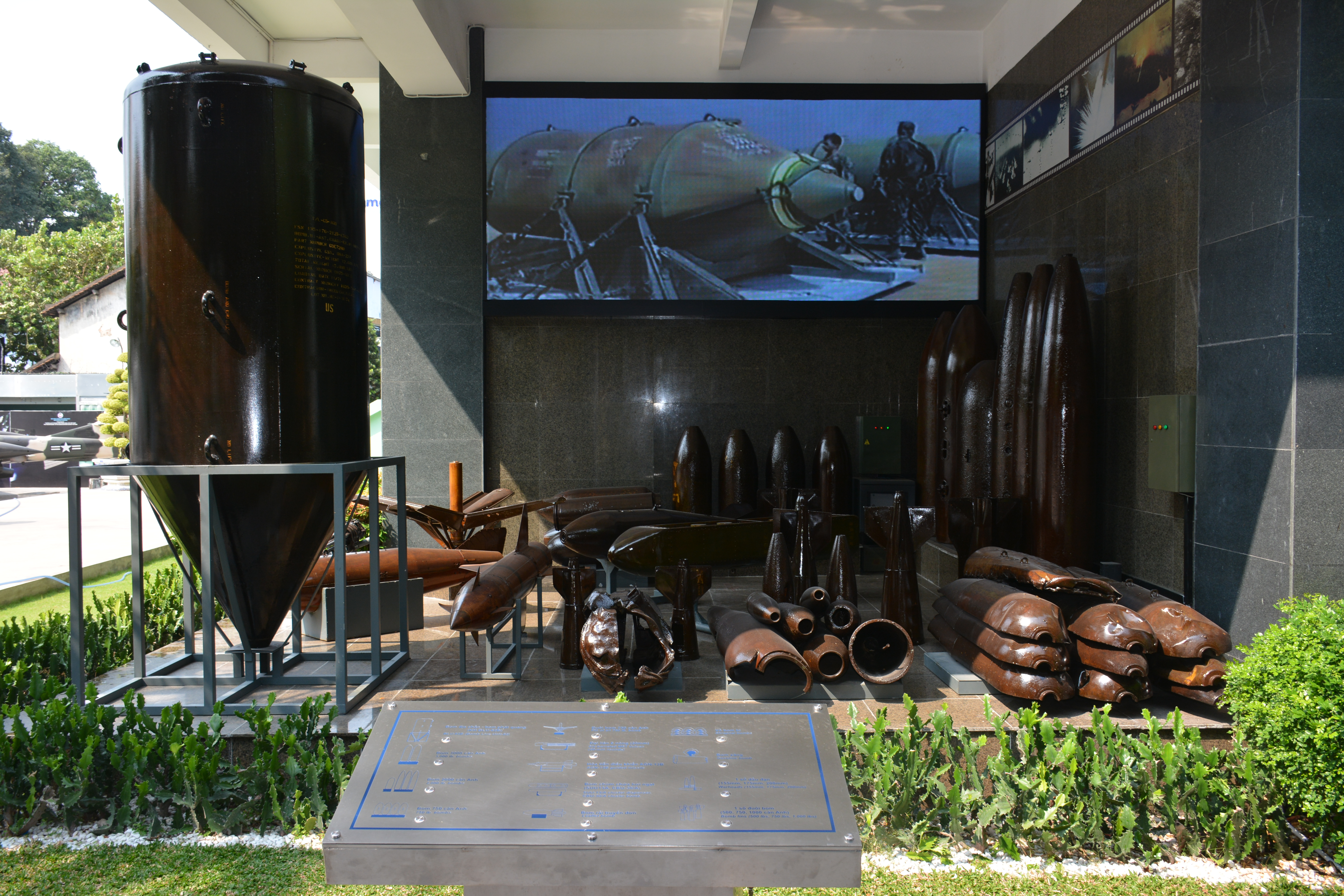
Hiện vật các loại bom mìn đang trưng bày tại BTCTCT

Đến ngày 10/11/1990, Nhà trưng bày tội ác Mỹ - Ngụy được đổi tên là Nhà trưng bày tội ác chiến tranh xâm lược. Ngày 04/7/1995, Nhà trưng bày được chuyển đổi thành Bảo tàng Chứng tích Chiến tranh. Bảo tàng là đơn vị sự nghiệp trực thuộc Sở Văn hóa và Thể thao Thành phố Hồ Chí Minh có nhiệm vụ nghiên cứu, sưu tầm, lưu trữ, bảo quản, trưng bày và tuyên truyền tư liệu, hình ảnh, hiện vật,... về những chứng tích tội ác và hậu quả chiến tranh mà các thế lực xâm lược đã gây ra đối với Việt Nam. Qua đó giáo dục thế hệ trẻ về lòng yêu nước, về tinh thần đấu tranh bảo vệ độc lập, tự do của Tổ quốc, đồng thời khẳng định tinh thần yêu chuộng hòa bình và đoàn kết của nhân dân Việt Nam đối với nhân dân thế giới trong sự nghiệp đấu tranh chống chiến tranh phi nghĩa, bảo vệ hòa bình.
Ngay từ những ngày đầu mở cửa, Bảo tàng đã lần lượt bổ sung nội dung về tội ác của quân diệt chủng Pôn Pốt trong chiến tranh biên giới Tây Nam, tội ác của các tổ chức phản cách mạng, đồng thời sưu tầm bổ sung các chứng tích tội ác chiến tranh thời thực dân Pháp và phát xít Nhật nhằm hoàn chỉnh “hồ sơ” chứng tích tội ác của các thế lực xâm lược đối với nhân dân Việt Nam thời cận hiện đại. Song song đó, Bảo tàng còn từng bước bổ sung tư liệu về phong trào nhân dân thế giới ủng hộ nhân dân Việt Nam chống chiến tranh xâm lược, bảo vệ hòa bình,...

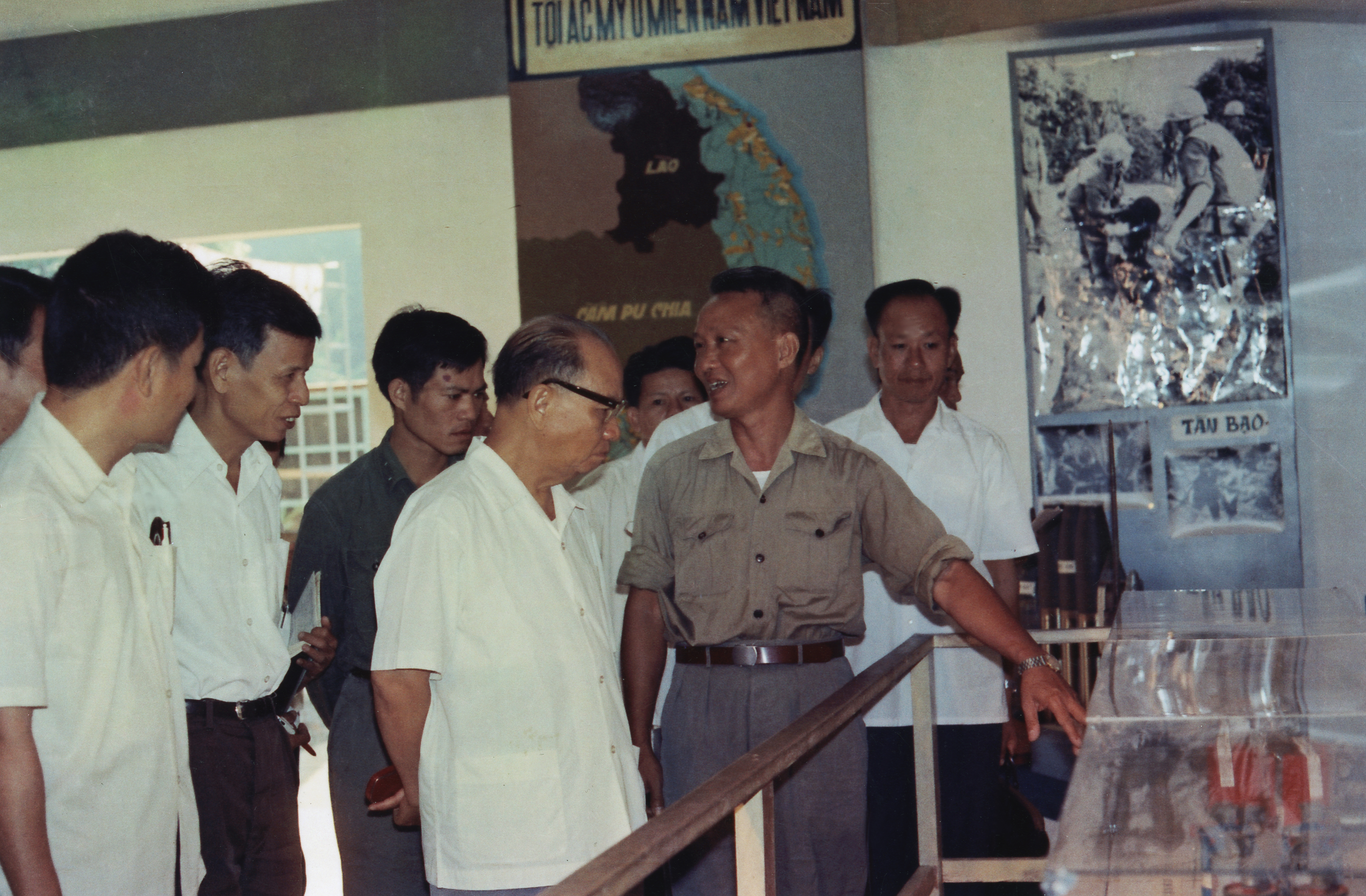
Đồng chí Trường Chinh - Uỷ viên Bộ Chính trị, Chủ tịch Hội đồng Nhà nước đến thăm Bảo tàng

Ngày 06/11/1998, tại Hội nghị quốc tế các Bảo tàng Hòa bình lần thứ 3 tổ chức ở Osaka - Kyoto (Nhật Bản), Bảo tàng Chứng tích Chiến tranh chính thức được công nhận là thành viên của Hệ thống quốc tế các Bảo tàng Hòa Bình (International Network of Peace Museums). Đây là tổ chức giáo dục phi lợi nhuận được thành lập vào năm 1992 trong Hội nghị quốc tế đầu tiên về bảo tàng hòa bình tại Bradford, Anh, nhằm thúc đẩy văn hóa hòa bình thông qua việc nghiên cứu, sưu tầm và trưng bày các tài liệu liên quan đến hòa bình. Tháng 5 năm 2005 tại Guernica (Tây Ban Nha), Hội nghị quốc tế các Bảo tàng Hòa bình lần V đã thay đổi danh xưng “Hệ thống quốc tế các Bảo tàng Hòa bình” (International Network of Peace Museums) thành “Hệ thống quốc tế các Bảo tàng Vì Hòa bình” (International Network of Museums for Peace) (INMP).
Năm 2002, Bảo tàng Chứng tích Chiến tranh khởi công xây dựng tòa nhà trưng bày mới ngay trên nền đất cũ. Quá trình thi công kéo dài đến tháng 3 năm 2010 và công trình xây dựng mới được khánh thành vào ngày 28 tháng 4 năm 2010.

Từ số lượng hiện vật, tư liệu ban đầu còn khá ít ỏi, cho đến năm 2020, Bảo tàng đã có hơn 16.000 hiện vật được số hóa và đăng ký trong hồ sơ kiểm kê. Hàng nghìn phim tài liệu, tư liệu, hình ảnh, trong đó có nhiều hiện vật thuộc loại “độc bản” quý hiếm đang được trưng bày và bảo quản trong hệ thống kho. 
Bảo tàng Chứng tích Chiến tranh là đơn vị sự nghiệp có thu tự chủ tài chính một phần theo Nghị định 43/NĐ-CP của Chính phủ. Từ năm 2014, Bảo tàng đã được chuyển đổi sang đơn vị sự nghiệp có thu tự chủ tài chính toàn phần.

Bảo tàng đã tham gia nhiều cuộc hội nghị, hội thảo quốc tế, đưa triển lãm ra nước ngoài, tranh thủ được sự trợ giúp, tư vấn của bạn bè quốc tế cả về kiến thức lẫn kinh nghiệm bảo tàng học cũng như vận động hiến tặng tư liệu, hiện vật cho bảo tàng. Mặt khác, hoạt động đối ngoại cũng đã góp phần vào việc tuyên truyền, quảng bá hình ảnh tươi đẹp của đất nước, con người Việt Nam đến với công chúng và bạn bè quốc tế.

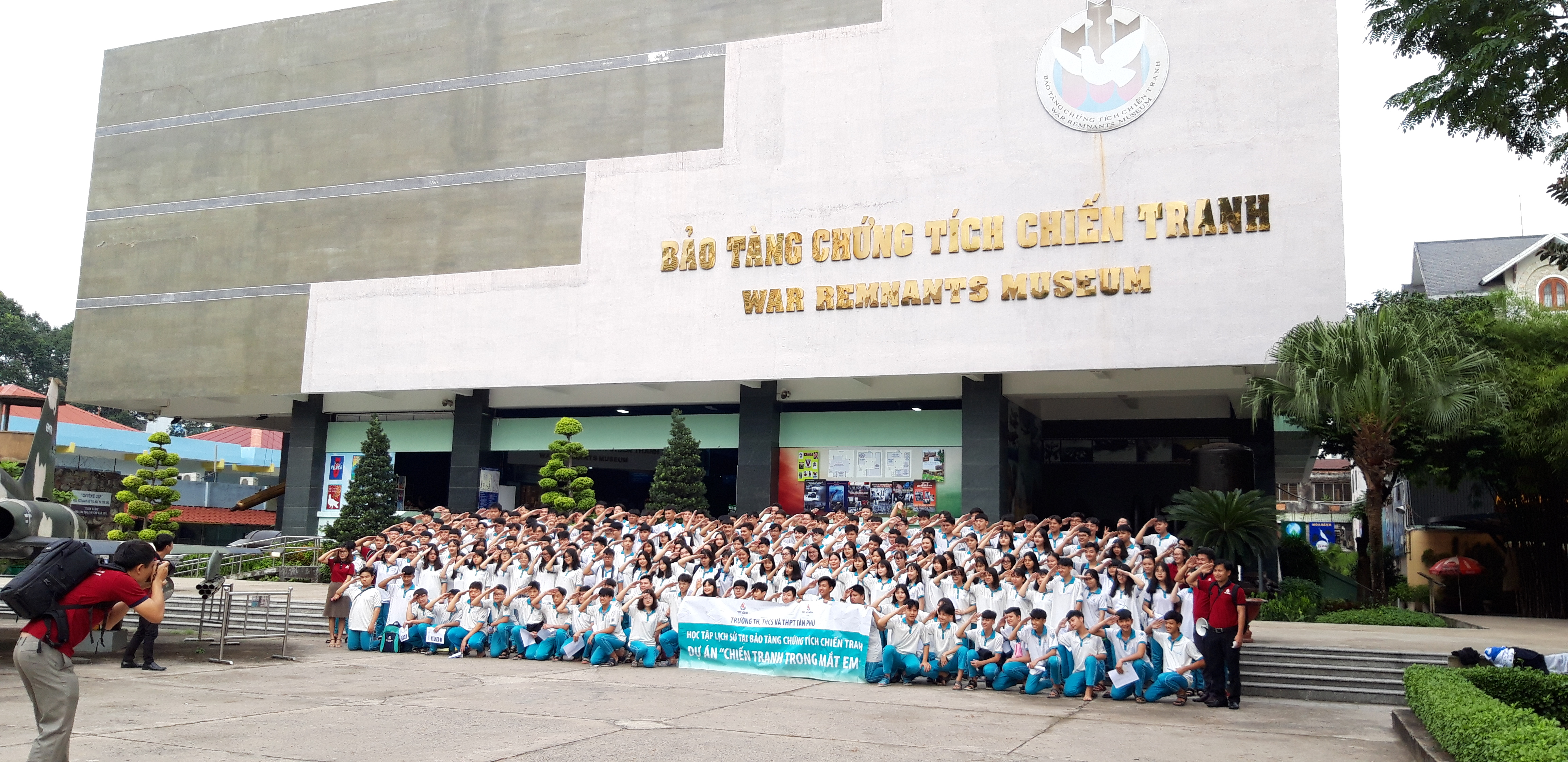
Bên trong Bảo tàng Chứng tích Chiến tranh

## Nội dung hoạt động
Nội dung trưng bày tại Bảo tàng Chứng tích Chiến tranh không đi theo niên đại mà được trình bày chủ yếu theo trình tự vấn đề; hướng các nội dung trưng bày về cộng đồng và vì cộng đồng; xây dựng câu chuyện trong trưng bày gắn kết từ quá khứ đến tương lai; tổ chức các hình thức giao lưu gắn với nội dung trưng bày,... Qua những lần bổ sung, chỉnh lý, nâng cấp trưng bày đến nay, Bảo tàng đã có một hệ thống trưng bày bao gồm:
- Chuyên đề "Những sự thật lịch sử"

- Chuyên đề "Hồi Niệm - Bộ sưu tập ảnh về chiến tranh xâm lược của Mỹ ở Việt Nam" 

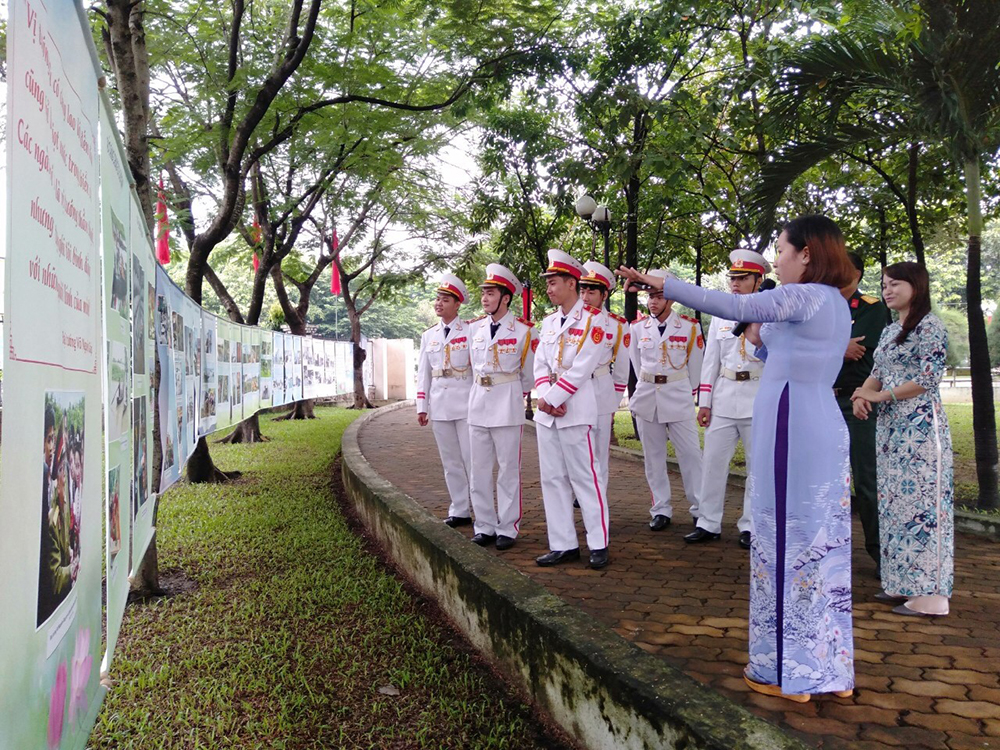
Triển lãm lưu động chuyên đề “Người chiến sĩ hôm nay” tại Nhà truyền thống chiến khu An Phú Đông

- Chuyên đề "Việt Nam - Chiến tranh và hòa bình"
- Chuyên đề "Tội ác chiến tranh xâm lược"
- Chuyên đề "Hậu quả chất độc da cam/dioxin trong chiến tranh xâm lược Việt Nam"
- Chuyên đề "Chế độ lao tù trong chiến tranh xâm lược Việt Nam"
- Chuyên đề "Thế giới ủng hộ Việt Nam kháng chiến"
- Chuyên đề "Hiện vật vũ khí trưng bày ngoài trời"
- Phòng trải nghiệm dành cho thiếu nhi: "Bồ Câu Trắng"
Việc sử dụng đồ họa trong trưng bày, kết hợp âm thanh, ánh sáng, các công nghệ trình chiếu đã được ứng dụng. Trong thời gian gần đây, Bảo tàng đã đưa vào sử dụng công nghệ quét mã tem QR code trên các đai vách trưng bày và Audio guide với 6 ngôn ngữ (Việt - Anh - Pháp - Nga - Nhật - Hoa) giúp du khách có thể truy xuất thông tin liên quan đến hình ảnh, hiện vật trưng bày tại Bảo tàng một cách dễ dàng thông qua các ngôn ngữ tự chọn. Các thiết bị máy tính hiện đại (như màn hình cảm ứng) cũng được lắp đặt tại các gian trưng bày giúp khách tra cứu thêm thông tin.

Bên cạnh đó, Bảo tàng Chứng tích Chiến tranh còn tổ chức triển lãm lưu động với nhiều chuyên đề khác nhau tại các quận, huyện của Thành phố, vùng sâu, vùng xa của nhiều địa phương, tỉnh thành trong cả nước, các Hội chợ Du lịch (nhân Ngày Hội Du lịch tổ chức hàng năm,... Các hoạt động trưng bày còn được tổ chức ở nước ngoài với nhiều cuộc triển lãm đề tài về chiến tranh và hòa bình tại một số quốc gia như Nhật Bản, Đan Mạch, Mỹ...

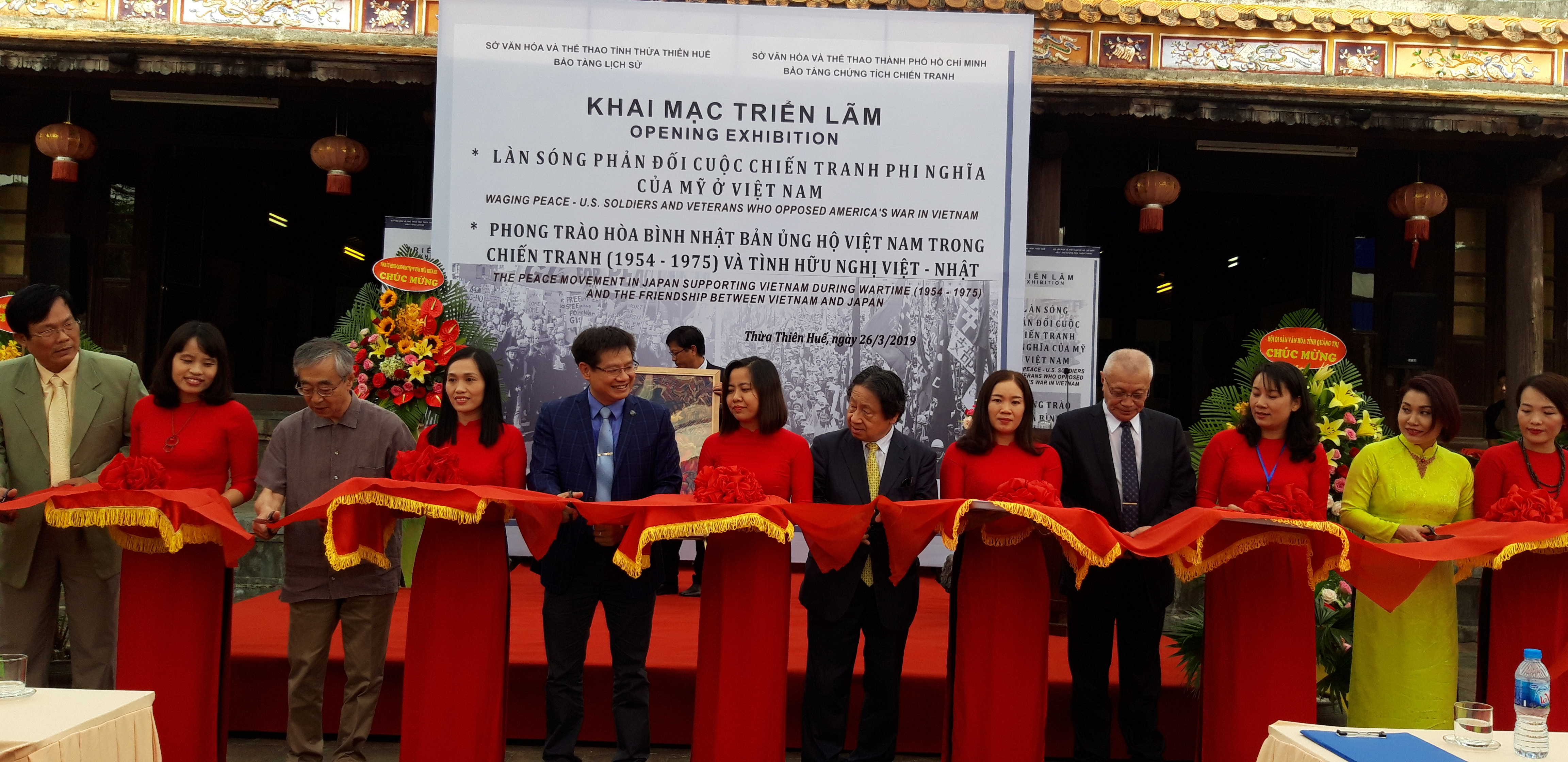
Triển lãm lưu động tại Huế

Những chuyên đề triển lãm lưu động dưới dạng các tấm pano được thiết kế trên chất liệu vải, phù hợp với hầu hết địa hình khi thi công tại các trường học, địa phương với nội dung về tình yêu quê hương đất nước, truyền thống đấu tranh cách mạng, tình yêu hòa bình, chống chiến tranh phi nghĩa như: "Tình yêu trong chiến tranh"; "Khát vọng hòa bình của Chủ tịch Hồ Chí Minh"; "Biển đảo Việt Nam đẹp và thanh bình"; “Trẻ em Việt Nam trong khói lửa chiến tranh”; "Áo dài Việt Nam đi qua khói lửa chiến tranh"; “Phụ nữ Việt Nam trong khói lửa chiến tranh”; “Nạn nhân chất độc da cam vượt khó vươn lên”; "Người chiến sĩ hôm nay"; “Phong trào hòa bình Nhật Bản ủng hộ Việt Nam trong chiến tranh (1954 - 1975) và tình hữu nghị Việt - Nhật”;...

## Thành tích

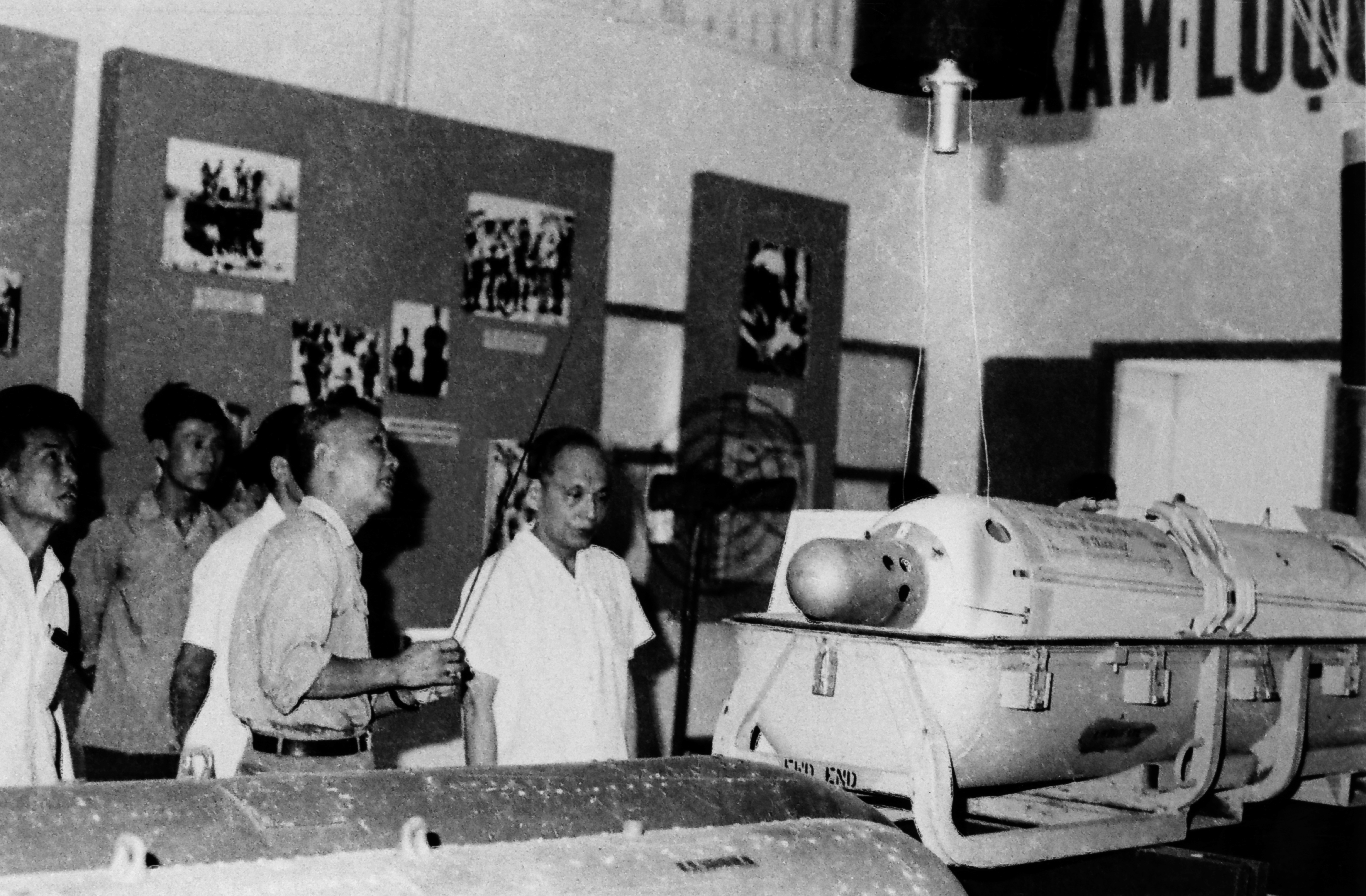
Đồng chí Nguyễn Duy Trinh - Ủy viên Bộ Chính trị, Phó Chủ tịch Hội đồng Bộ trưởng, kiêm Bộ trưởng Bộ Ngoại giao đến thăm Bảo tàng

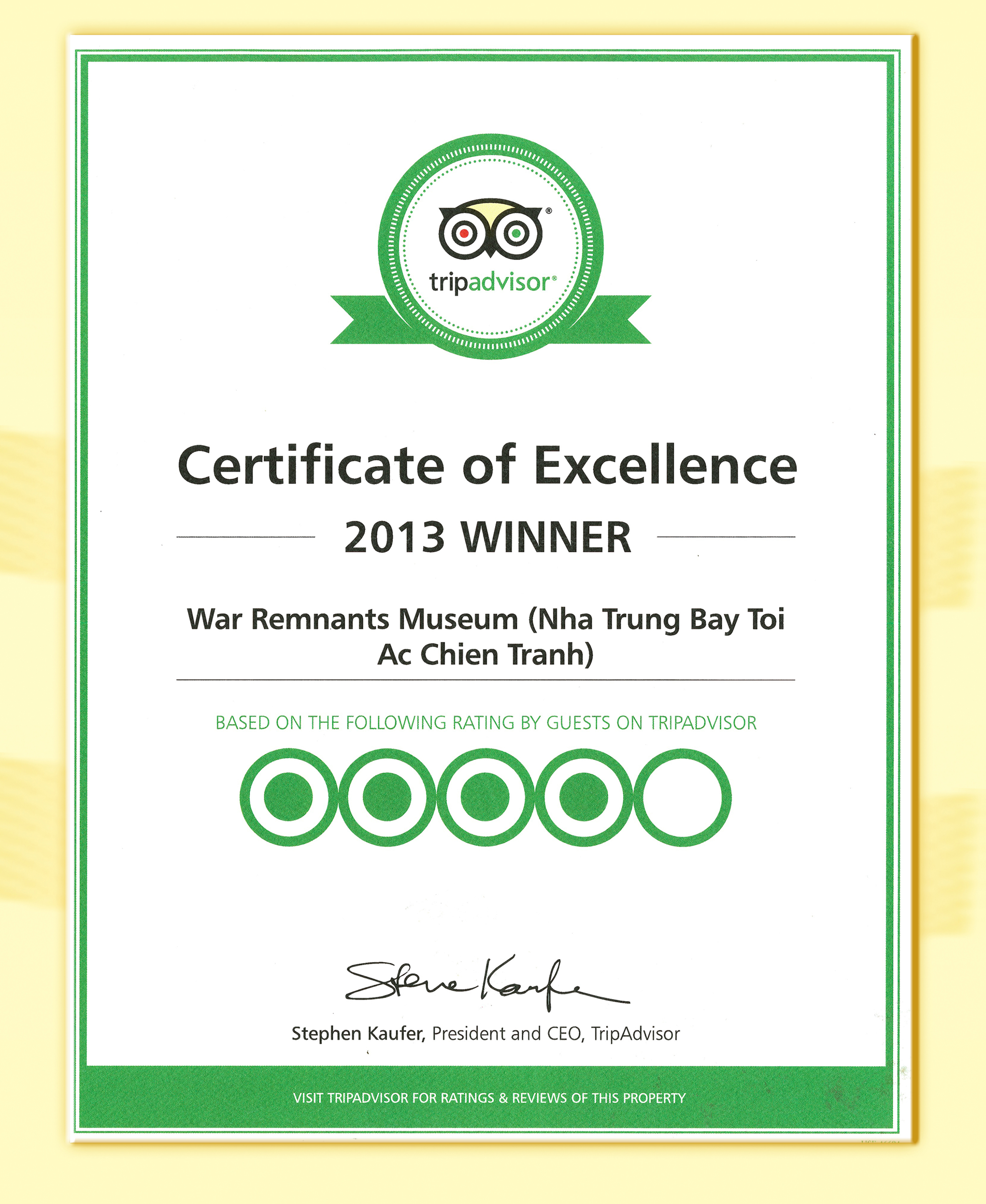
Giải thưởng TRipAdvisor 2013 của Bảo tàng Chứng tích Chiến tranh

Trong 45 năm hoạt động (1975 - 2020), Bảo tàng Chứng tích Chiến tranh đã được Nhà nước trao tặng Huân chương lao động hạng Ba (1996), Huân chương lao động hạng Hai (2001) và Cờ thi đua xuất sắc của Bộ Văn hóa Thông tin (2004). 

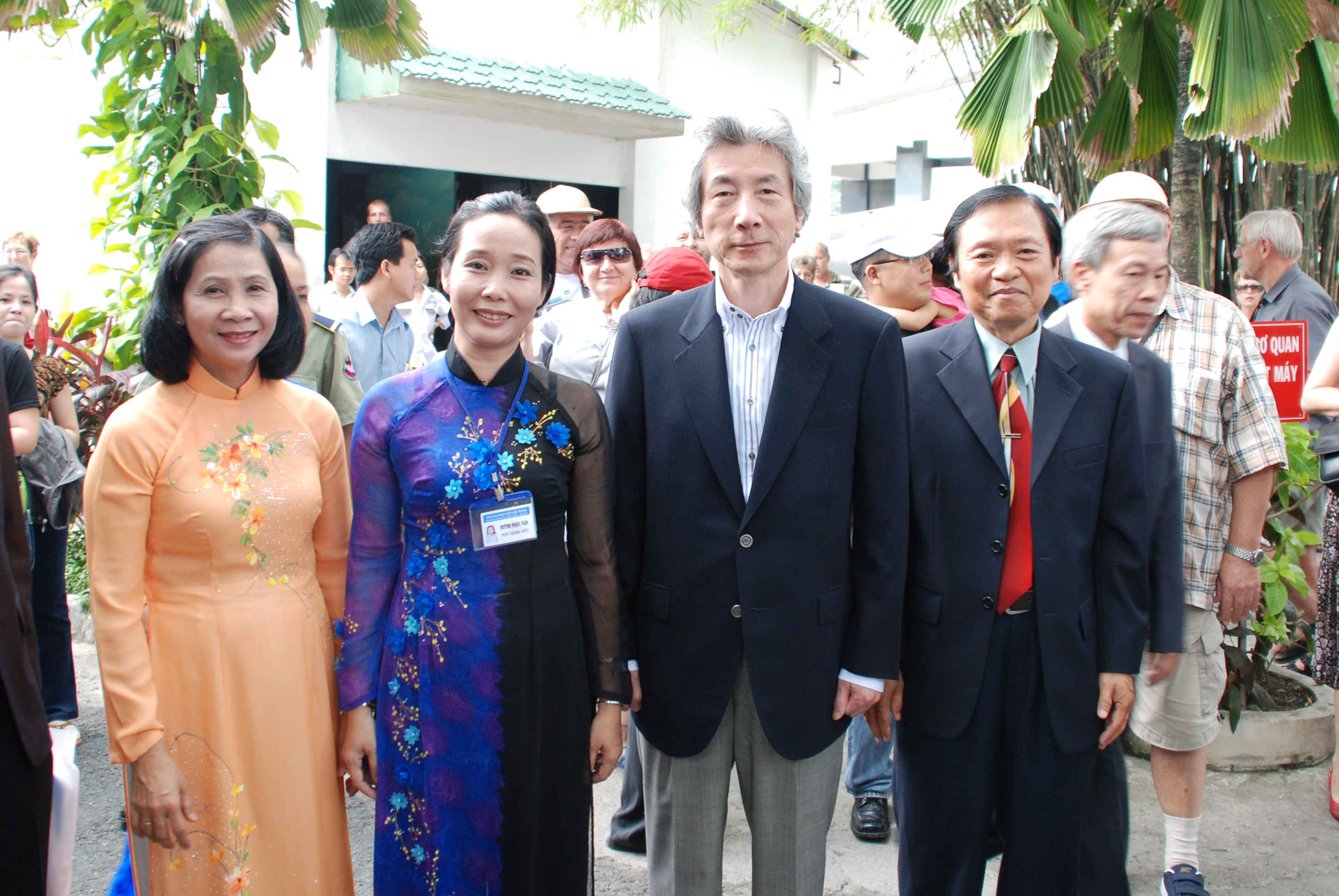
Cựu Thủ tướng Nhật Bản Koizumi đến tham quan Bảo tàng ngày 14/11/2007

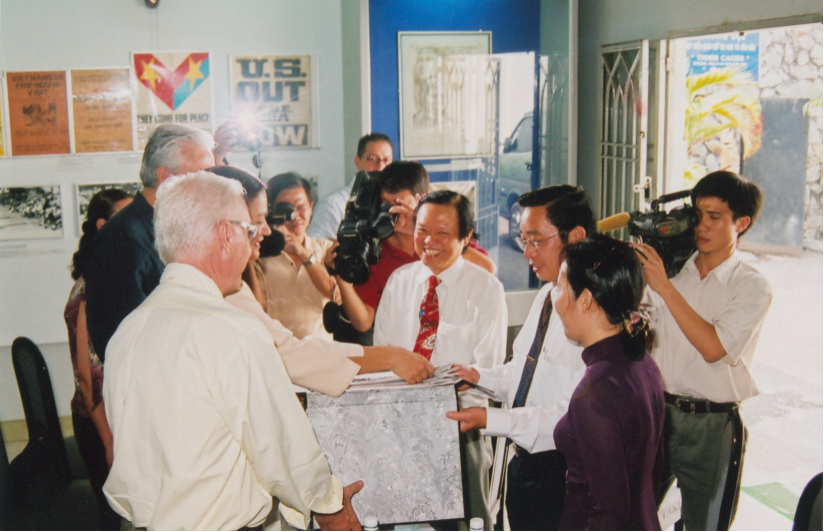
Chủ tịch Ủy ban Đối ngoại Thượng viện Mehico trao tặng hiện vật cho Bảo tàng Chứng tích Chiến tranh, ngày 08.01.2005

Kể từ khi thành lập đến nay, Bảo tàng Chứng tích Chiến tranh đã đón tiếp nhiều lãnh đạo của Đảng, Nhà nước đến tham quan, như: đồng chí Nguyễn Duy Trinh (Ủy viên Bộ Chính trị, Phó Chủ tịch Hội động Bộ trưởng, kiêm Bộ trưởng Bộ Ngoại giao), đồng chí Lê Văn Lương (Ủy viên Bộ Chính trị, Trưởng ban Tổ chức Trung ương Đảng), đồng chí Trường Chinh (Ủy viên Bộ Chính trị, Chủ tịch Hội đồng Nhà nước), Đại tướng Võ Nguyên Giáp, đồng chí Nguyễn Minh Triết (Bí thư Thành ủy Thành phố Hồ Chí Minh,), Nhà thơ Tố Hữu,... cùng nhiều tướng lĩnh, cựu tù chính trị, cựu tù binh.
Bên cạnh đó, Bảo tàng còn được đón tiếp các nguyên thủ quốc gia, các chính khách quan trọng, như: đoàn Tổng thống Phi-lip-pin (30/3/1994), Tổng thống Ru-ma-ni (16/02/2002), Tổng thống Nam Phi (25/5/2007), Đoàn cựu Thủ tướng Nhật Bản - ông Koizumi (14/11/2007), Đoàn Chủ tịch Đảng Cộng sản Brazin (11/5/2008), Tổng thống Srilanka (24/10/2009), Đoàn Thứ trưởng Bộ Công an nước CHDCND Triều Tiên (18/9/2009), Đoàn của Phó Chủ tịch nước Cộng hòa Dân chủ Nhân dân Lào (30/12/2009), Tổng thống Paraguay (10/3/2011), Tổng thống Chile (23/3/2012), Tổng thống Cộng hòa Áo (30/5/2012), Đoàn của Chủ tịch Ủy ban châu Âu (26/8/2014), Tổng thống Ấn Độ (16/9/2014),... Ngoài ra, còn có nhiều đoàn cựu chiến binh Mỹ, Đảng Cộng sản Mỹ, Đảng Cộng sản Nhật Bản, Tiệp Khắc, phóng viên của nhiều quốc gia đến tham quan. 
Bảo tàng Chứng tích Chiến tranh đã được du khách quốc tế bình chọn trên trang Web du lịch quốc tế nổi tiếng TripAdvisor là một trong những "Bảo tàng hấp dẫn nhất Châu Á" (liên tục từ 2012 - 2017). TripAdvisor nhận định:
“Đây là một điểm đến không thể bỏ qua bởi khi tới Việt Nam, bạn phải hiểu về lịch sử để nắm bắt được trọn vẹn cái đẹp của con người và cảnh vật nơi đây. Mỗi hiện vật được trưng bày dường như đều có tiếng nói riêng của mình. Chúng kể cho người xem câu chuyện về sự thật khủng khiếp của chiến tranh, về những đau thương, mất mát và cả tinh thần quật cường của dân tộc này”.
Ngày 05/9/2018, lần đầu tiên, Bảo tàng Chứng tích Chiến tranh - đại diện duy nhất của Châu Á - lọt vào Top 10 Bảo tàng hấp dẫn nhất thế giới do khách du lịch bình chọn thông qua trang Web TripAdvisor.
Năm 2020, Tripadvisor tiếp tục trao giải thưởng Travellers' Choice cho Bảo tàng Chứng tích Chiến tranh vì đã liên tục nhận được đánh giá tuyệt vời từ khách du lịch trên TripAdvisor.
Năm 2023, Stasher - một ứng dụng trông hành lý giúp du khách đã công bố danh sách 99 điểm du lịch hút khách nhất thế giới dựa trên dữ liệu tổng hợp từ TripAdvisor, Google Reviews. Bảo tàng Chứng tích Chiến tranh là đại diện duy nhất của Việt Nam lọt top 99 địa điểm này.
Năm 2024, Bảo tàng Chứng tích Chiến tranh tiếp tục được Tripadvisor trao Giải thưởng Travellers' Choice Best of the Best 2024, bình chọn nằm trong top 1% tốt nhất và top 10 điểm tham quan hấp dẫn nhất châu Á.

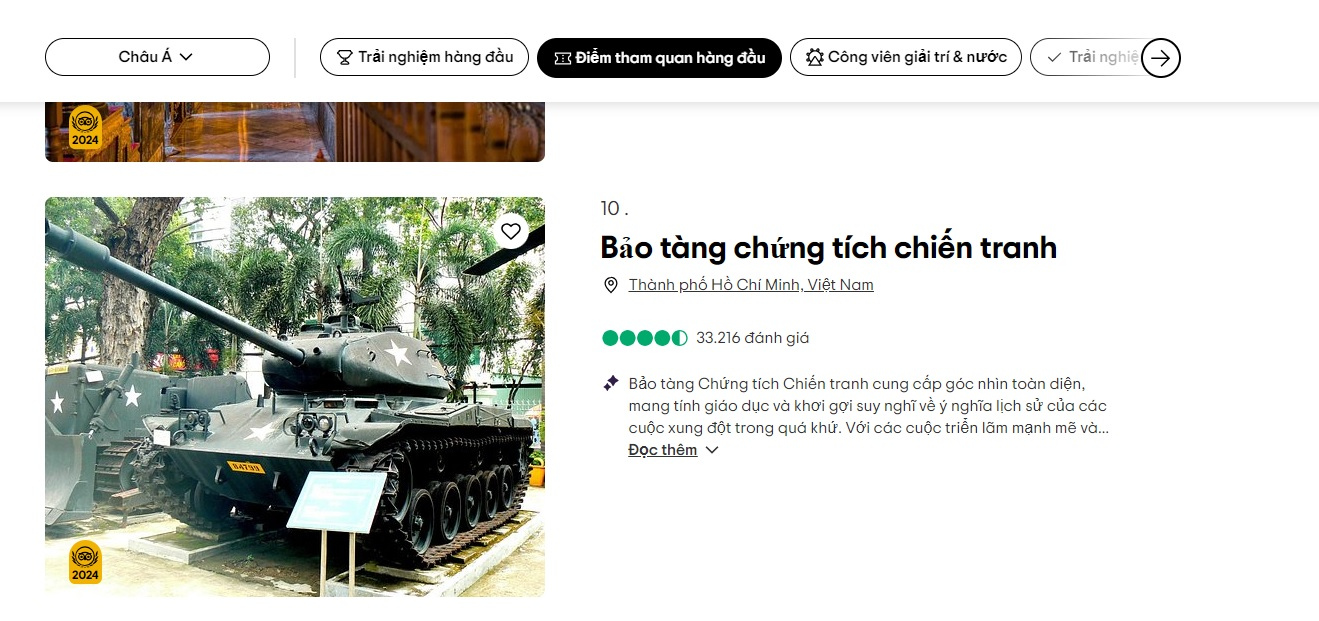
Bảo tàng Chứng tích Chiến tranh được TripAdvisor vinh danh Top 10 điểm tham quan hàng đầu Châu Á

## Những đánh giá
“Bảo tàng Chứng tích Chiến tranh tuy mới xây dựng nhưng đã tập hợp được nhiều tư liệu quý nói lên sự dã man cực độ của quân đội xâm lược và những hy sinh vô cùng to lớn của nhân dân ta. Tôi đã xem những cảm tưởng đầy xúc động của khách tham quan, kể cả người Mỹ,... Tôi có lời ngợi khen Ban lãnh đạo và toàn thể anh chị em làm việc ở Bảo tàng lịch sử này.” Đại tướng Võ Nguyên Giáp - 29/4/1997
“Tôi đã từng tham gia cuộc chiến đấu để giải phóng dân tộc, nhưng chưa thấy hết những tội ác của đế quốc Mỹ. Bảo tàng đã có công sưu tầm, giới thiệu những hình ảnh, hiện vật để giúp cho thế hệ trẻ, giúp cho mọi người trong nước  và nước ngoài hiểu được thực chất sự tàn bạo của chiến tranh, sự hung ác của những tên đầu sỏ Mỹ-Ngụy, những hy sinh vô cùng to lớn của nhân dân ta.Chiến tranh đã qua đi, nhưng âm mưu của các thế lực vẫn còn đó. Hãy cảnh giác và kiên quyết bảo vệ những quả cách mạng đã giành được. Đó là nhiệm vụ của tất cả chúng ta.” Nguyễn Minh Triết, Bí thư Thành ủy Tp.HCM - 23/7/2001

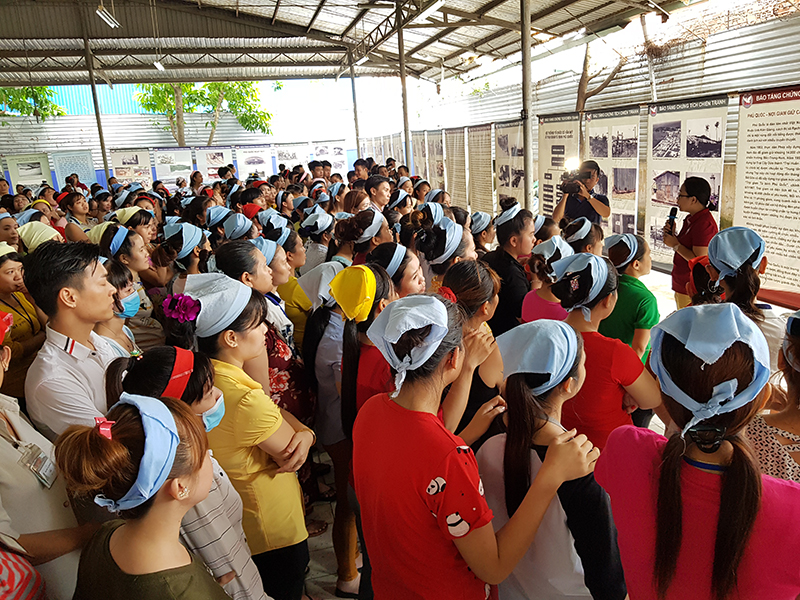
Triển lãm lưu động phục vụ công nhân

“Đến thăm Bảo tàng Chứng tích Chiến tranh tôi rất mừng, vì đây là một Bảo tàng nói về lịch sử - lịch sử cận đại nói về cuộc kháng chiến chống Pháp và chống Mỹ. Bảo tàng Chứng tích Chiến tranh này là kết quả của nhiều công sức đầy tâm huyết của các đồng chí nhằm tố cáo tội ác của bọn xâm lược Mỹ và tay sai, giáo dục lòng yêu nước và tự hào dân tộc của nhân dân ta qua các chiến công vĩ đại…” Tố Hữu, Ủy viên Bộ Chính trị - 11/10/2001
"Tôi xin gửi lời cảm ơn chân thành đến Ban Giám đốc Bảo tàng không chỉ vì sự hiếu khách trong suốt những lần tôi đến thăm 8 năm qua mà đặc biệt còn là sự làm việc có tâm để cố gắng lưu giữ về sự khủng khiếp, sự bất công, sự độc đoán và sự chịu đựng những nỗi đau mà chiến tranh đã để lại cho nhân dân Việt Nam. Tất cả chúng ta đã biết rằng con đường duy nhất là đấu tranh cho tự do và hòa bình. Với những điều đó, các bạn có thể đóng góp vào sự tiến bộ và hạnh phúc của dân tộc và toàn nhân loại." Bộ trưởng Bộ Văn hóa Argentina - 14/12/2013
"Chuyến thăm Bảo tàng Chứng tích Chiến tranh đã tăng cường hơn nữa sự ngưỡng mộ và tôn trọng sâu sắc của tôi đối với những người dân Việt Nam dũng cảm và kiên cường. Ấn Độ tự hào về sự hợp tác với Việt Nam trong lịch sử đấu tranh vì tự do, thống nhất và hòa bình của Việt Nam."  Tổng thống Ấn Độ Pranab Mukherjee - 16/09/2014

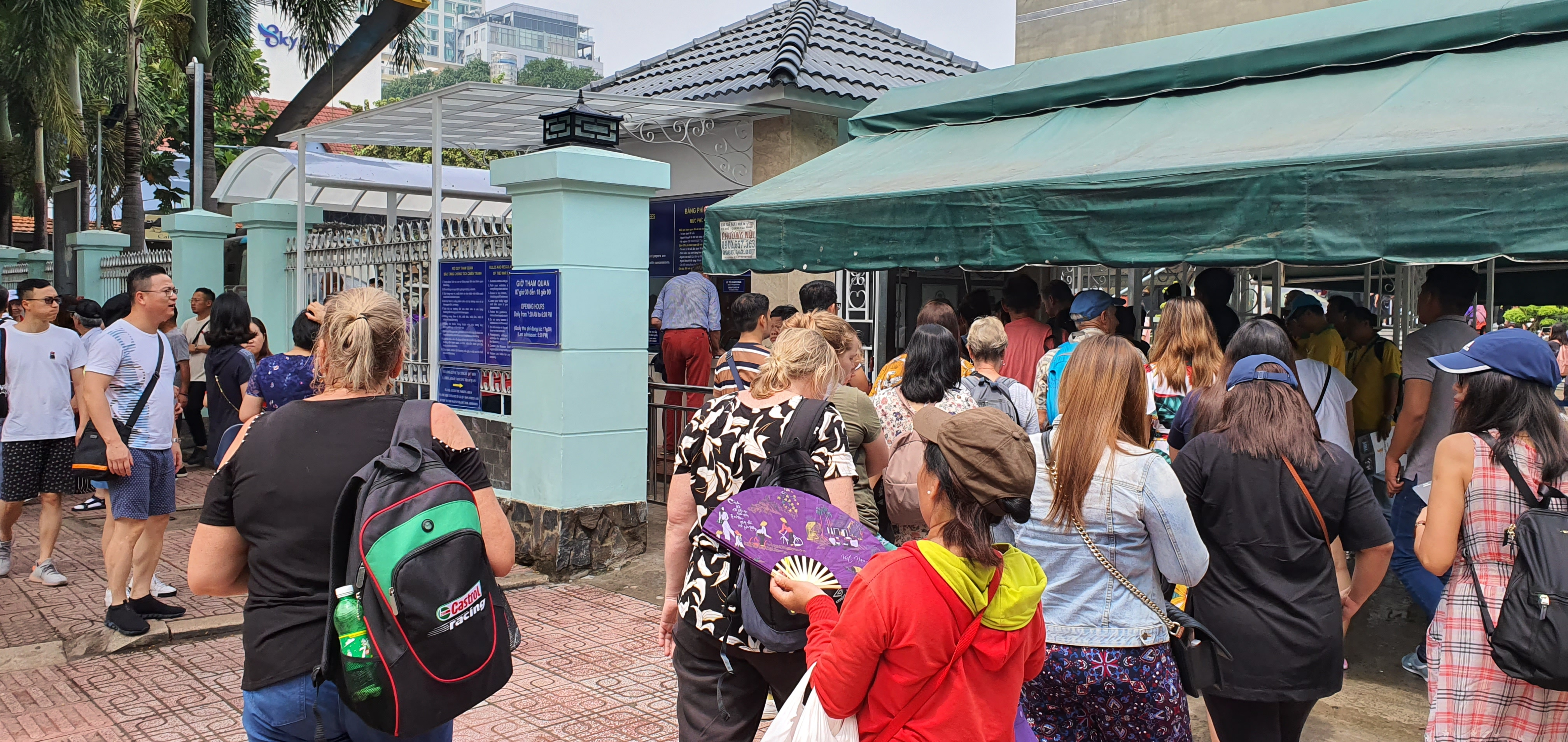
Đông đảo du khách đến tham quan BTCTCT

"Lần đầu tiên đến với Bảo tàng Chứng tích Chiến tranh, tôi thực sự xúc động trước những gì mà đồng bào mình đã trải qua trong cuộc chiến tranh của Mỹ ở Việt Nam. Tôi cầu chúc cho những người đã, đang chịu những đau khổ do chiến tranh gây ra, sẽ vững vàng vượt qua nỗi đau và thanh thản về tâm hồn. Mong cho hoà bình, tự do, bác ái sẽ mãi mãi hiện diện trên thế giới. Nhân dân Việt Nam trong thời kỳ mới mong muốn được sống trong hoà bình và hợp tác với nhân dân Mỹ nói riêng và nhân dân thế giới nói chung." Nguyễn Bá Thành (Khách tham quan - TP. HCM)
"Lần thứ hai trở lại Bảo tàng Chứng tích Chiến tranh. Mỗi lần đến là một cảm xúc khác. Hôm nay, tôi đã đi thăm khá nhiều trong bảo tàng, mở rộng được nhiều hiểu biết hơn. Những tội ác của Mỹ và Pháp vẫn còn đó, để giờ đây, mỗi người bước đến nơi đây vẫn còn lưu luyến nỗi đau. Nỗi đau mang tên “Dioxin”. Hy vọng, trong tương lai, sẽ không còn những đứa trẻ sinh ra bị dị tật để cuộc sống rồi còn đau đớn, dai dẳng. Cảm ơn Bảo tàng, đã cho tôi cảm nhận một phần quá khứ."  Phương, sinh viên năm 2 Đại học Ngân hàng Tp HCM, 2014
"Tôi là một người Mỹ đã tích cực tham gia những hoạt động chống chiến tranh và phong trào bảo vệ tình đoàn kết. Chúng ta phải chấm dứt chủ nghĩa đế quốc trên toàn cầu. Tôi rất xấu hổ và xin lỗi về những hành động của đất nước tôi. Tôi chỉ được trải nghiệm không gì khác hơn ngoài lòng tốt và vẻ đẹp tinh thần nhân đạo trong suốt thời gian tôi ở đây. Tôi sẽ mang bài học từ bảo tàng đặc biệt này về Mỹ và tiếp tục đấu tranh để kết thúc sự tham gia của Mỹ ở Trung đông và trên toàn thế giới, giải phóng Gaza, kết thúc chủ nghĩa đế quốc mãi mãi trong tinh thần đoàn kết." Bret (Khách tham quan - Chicago)

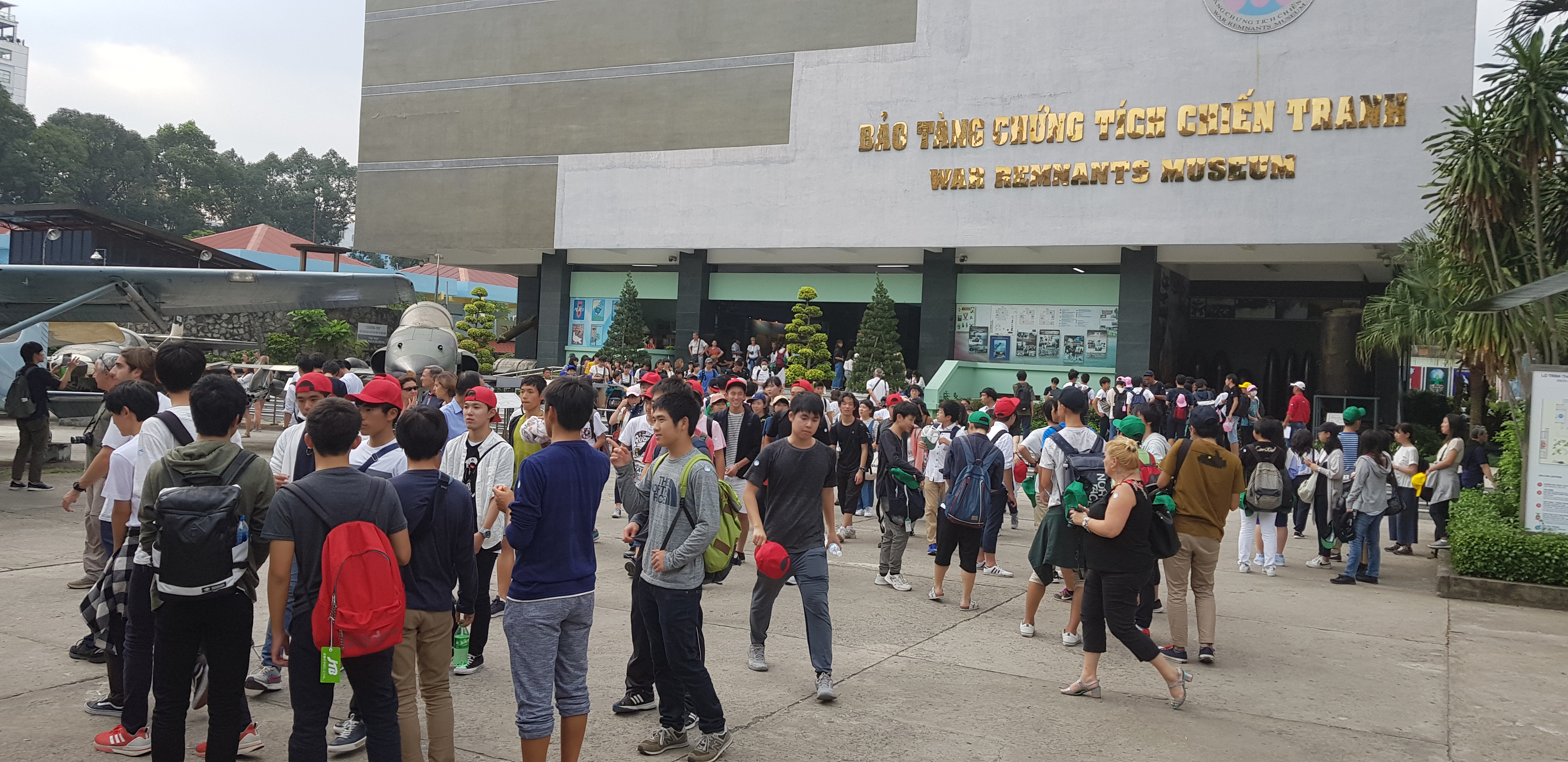
Bên trong khuôn viên Bảo tàng Chứng tích Chiến tran

"Bảo tàng đã thể hiện được tội ác của chiến tranh và những tác động lâu dài của nó lên những người dân Việt Nam đáng mến mà họ vẫn đang tiếp tục phải chịu đựng. Tôi mong rằng người Mỹ cần phải nhìn nhận sự thật này, đặc biệt là chính phủ của chúng tôi bằng cách giúp đỡ và ủng hộ nhân dân Việt Nam để họ vươn lên. Tôi sẽ cố gắng làm tốt phần của mình, một người tử tế và tốt bụng để tìm cách lại tiếp tục giúp đỡ và bù đắp cho nhân dân Việt Nam. Tôi rất xúc động bởi sự thân thiện của người dân Việt Nam trong suốt thời gian tôi viếng thăm đất nước này, đặc biệt là từ trong lịch sử. Đây là một đất nước tuyệt vời. Mong rằng đất nước này sẽ phát triển mạnh mẽ." Dr. Inette Fregt (Khách tham quan - USA)
"Đất nước đã gánh chịu những tàn phá. Biết bao người đã nằm xuống, thấm xương máu vào trong lòng đất để đổi lấy độc lập, hòa bình cho Việt Nam. Chúng tôi thật sự cảm động, thương xót cho những số phận bị ảnh hưởng bởi chất độc da cam. Họ đáng được quan tâm, chăm sóc của toàn thể mọi người." Quốc Bảo, Đoàn viên thanh niên, Khách tham quan, ngày 23/5/2014
“Cái tôi ngộ ra không phải là sự căm thù mà là lòng yêu nước. Những thứ mà mảnh đất và con người nơi đây đã trải qua, là kỷ niệm, là bài học, là tiềm thức được sắp xếp lại theo thời gian trong một góc của kí ức. Không chạm vào, cũng không thể xóa bỏ, là những cảm giác đôi khi không thể diễn tả bằng lời…” Nguyễn Thị Tuyết Kha, Khách tham quan, ngày 27/5/2014

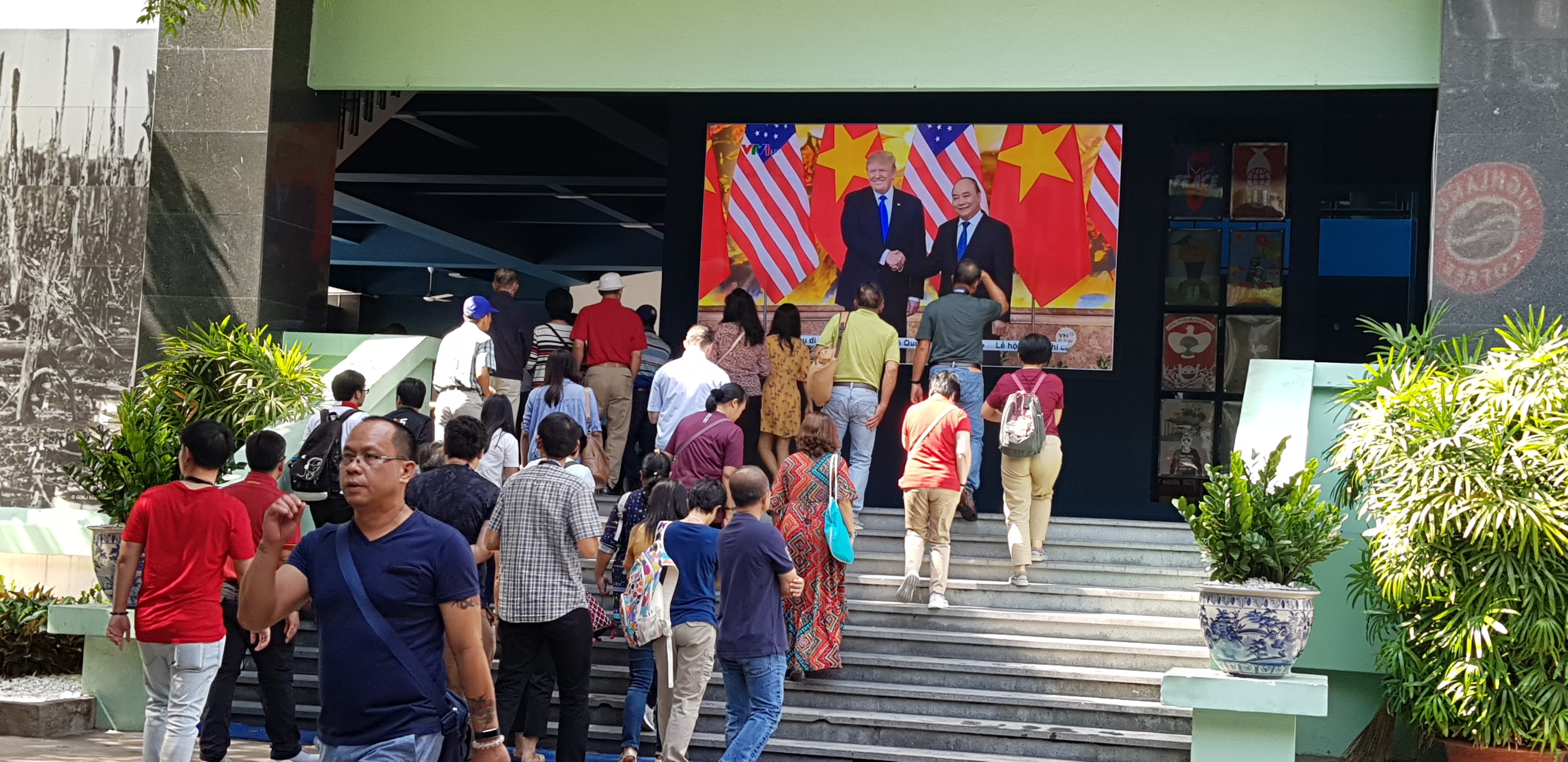
Đông đảo du khách đến tham quan BTCTCT

"Đây là Bảo tàng chuyển tải được cảm xúc mạnh mẽ nhất trong số những bảo tàng mà tôi từng tham quan từ trước tới nay. Tuy tôi không có đủ can đảm để xem hết nội dung trưng bày về chất độc da cam nhưng tôi có thể hiểu được hết những sự khủng khiếp của cuộc chiến tranh Việt Nam. Thật phi lý và đau lòng vì dân tộc của các bạn vẫn còn phải gánh chịu những hậu quả đau đớn của cuộc chiến tranh khủng khiếp.
Tôi rất khâm phục cuộc kháng chiến lịch sử của các bạn và hy vọng mọi người khi bước chân vào tòa nhà này sẽ hiểu nó được dựng lên vì điều gì và các bạn chiến đấu vì điều gì." Carmen Macorev -  Bucharest, Rumani, Khách tham quan, 2015
"Cuộc chiến tranh vì Tổ quốc, vì hòa bình của nhân dân ta đã được rất nhiều bạn bè thế giới đã ủng hộ rất tích cực với tất cả lòng yêu hòa bình, trái tim thương yêu vì hòa bình. Chúng tôi rất cảm ơn bạn bè thế giới đã ủng hộ cuộc chiến đấu chính nghĩa của Việt Nam chúng tôi. Qua những trưng bày này, rất mong bạn bè thế giới cũng như nước Mỹ, nhân dân Mỹ yêu hòa bình sẽ góp tay xây dựng, ủng hộ Việt Nam chí tình để xây dựng nước ta vững mạnh, bảo vệ vùng hải đảo thiêng liêng trước những bành trướng của kẻ thù." Nhà thơ Hoa Tâm, Khách tham quan, 2016
"Đó là một sự việc đáng buồn, một tội ác quốc tế tột cùng diễn ra ở Việt Nam. Cả thế giới cần phải ủng hộ Việt Nam. Chúng tôi – người dân Ethiopia – đặc biệt là cư dân thành phố Mekelle sẽ luôn ở bên cạnh các bạn. Tôi cũng khâm phục cách thức các bạn lưu giữ lịch sử. Nơi đây là một nơi để học tập, để nhớ về những ngày tháng đau buồn trong quá khứ dù rằng hiện nay đất nước các bạn đã hòa bình, ổn định…" Daniel Assefa – Thị trưởng thành phố Mekelle, Ethiopia, 2016
"Tôi đã đến thăm Việt Nam mà không biết nhiều về cuộc kháng chiến chống Mỹ của nhân dân Việt Nam. Tôi lấy làm biết ơn khi được đến tham quan bảo tàng vào ngày Quốc khánh của các bạn. Lịch sử có thể đau buồn nhưng nó chỉ rõ sự to lớn và mạnh mẽ của đất nước và dân tộc của các bạn khi tất cả đoàn kết với nhau. Đó chắc chắn là kí ức đáng ghi nhớ. Tôi yêu Việt Nam! Văn hóa của bạn thật giàu đẹp và người dân rất tốt bụng." Hòa bình, yêu thương - Thaila Veronezi, từ Brazil, Khách tham quan, 2016

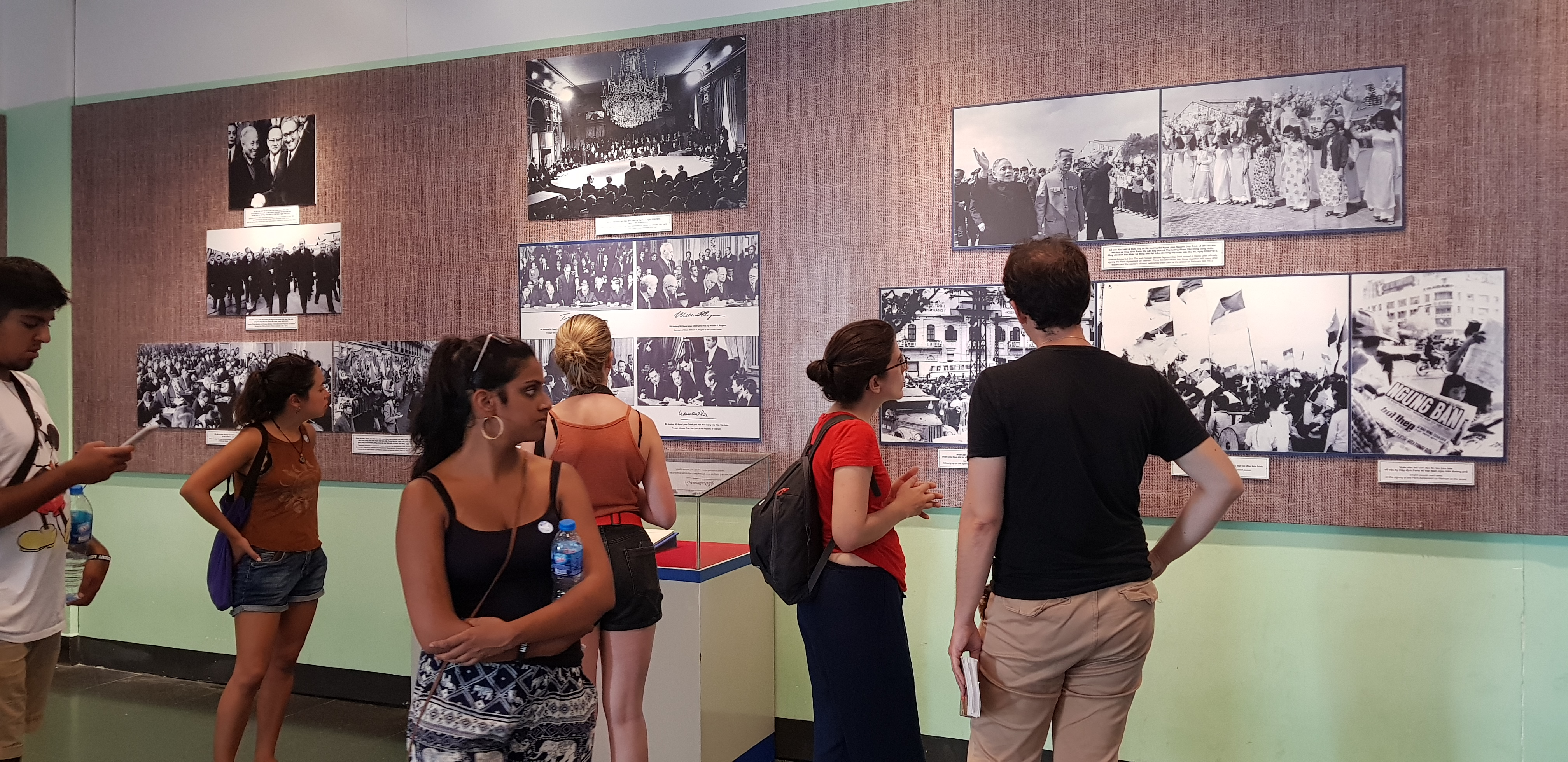
Khách tham quan

"Điều quan trọng mà tôi nhận thấy được là Bảo tàng Chứng tích Chiến tranh và tất cả những nội dung trưng bày ở đây không chỉ nói về quá khứ, mà còn về hiện tại và tương lai. Chính ý thức trách nhiệm, sự hiểu biết và lòng nhân đạo của chúng ta có thể làm thay đổi và đẩy lùi được những tội ác khủng khiếp chống lại con người trên toàn thế giới."  Alessandre, Khách tham quan, 14/8/2016
"Đây là lần thứ 3 tôi đến Bảo tàng này và lần nào tham quan tôi cũng rơi nước mắt. Thật sự rất buồn khi hình dung về những gì đã xảy ra ở Việt Nam. Tôi hy vọng và cầu nguyện sẽ không còn chiến tranh và xung đột nữa ở bất cứ nơi nào trên thế giới. Chúng ta hãy cầu nguyện cho hoà bình và hòa hợp toàn cầu." A.T Cariquitan – Philippine, Khách tham quan
"Trong suốt cuộc đời của mình, tôi chưa bao giờ nhìn thấy những cảnh tượng đau buồn và kinh hãi đến vậy. Tôi là người Việt Nam, nhưng đã sống ở Cộng hòa Séc từ lúc mới chào đời. Mặc dù tôi đã từng nghe kể nhiều câu chuyện về cuộc chiến tranh Việt Nam nhưng tôi vẫn thấy sốc. Nhìn những hình ảnh này và đọc những câu chuyện như thế này khiến tôi rất xúc động. Tất cả đã lay động trái tim tôi. Những hình ảnh về những đứa trẻ bị thương hay phải gánh chịu những hậu quả của chất độc da cam, của chiến tranh. Tôi đã nhìn thấy cách người Việt Nam đối xử với tù binh Mỹ và cách người Mỹ đối xử với người Việt Nam. Tôi tự hào khi là người Việt Nam, mang quốc tịch một đất nước của lòng quả cảm – đó chính là Việt Nam." Jana Vu - Đặng Diệu Hà – Prague, Cộng Hòa Séc, Khách tham quan, 2016

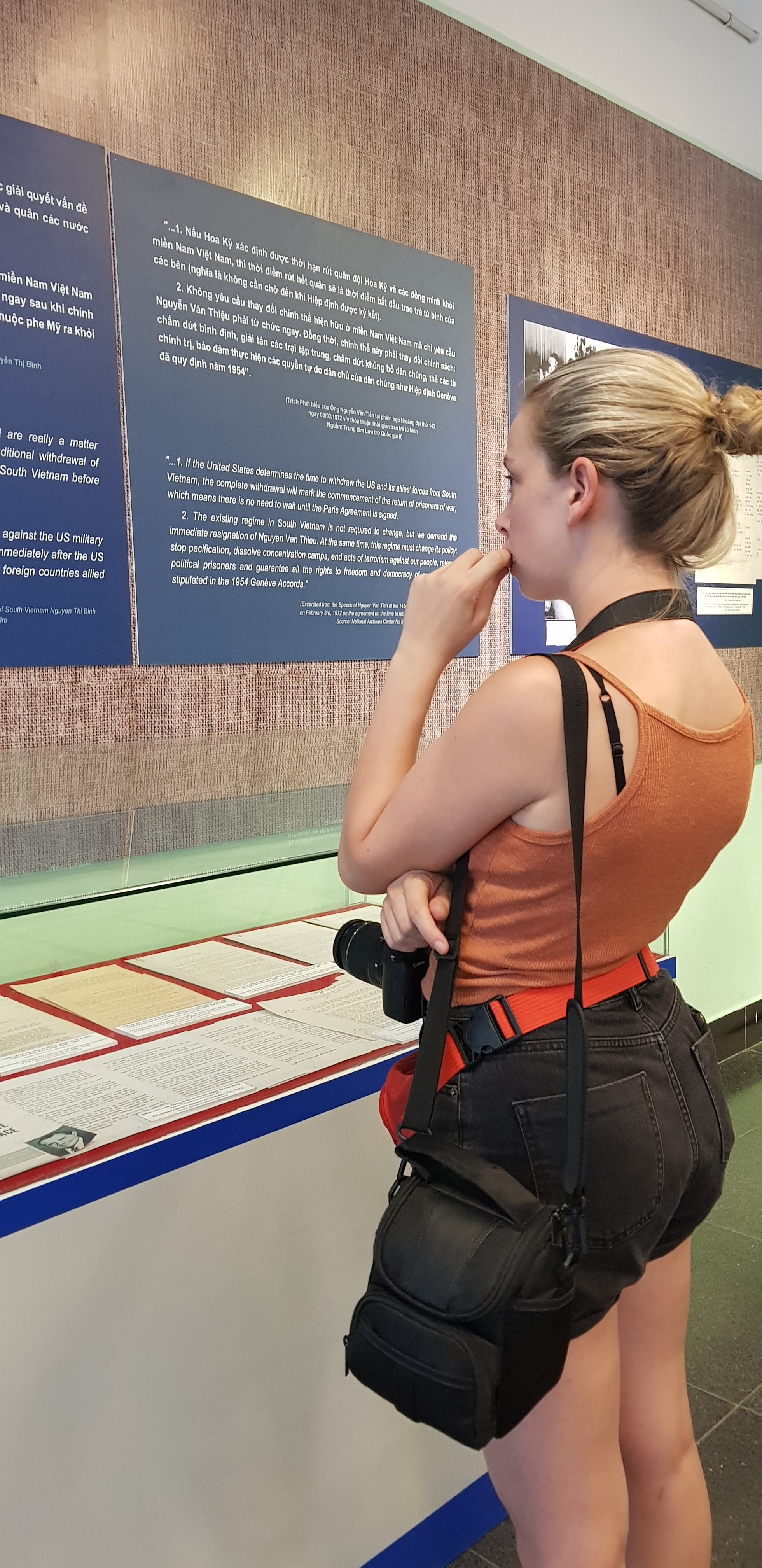
Khách tham quan

"Trong những năm 60-70, chúng tôi đã ủng hộ nhân dân Việt Nam đấu tranh giành tự do trong cuộc kháng chiến chống Mỹ xâm lược. Chúng tôi tích cực tham gia các phong trào đoàn kết của nhân dân Thụy Điển.Tôi rất cảm kích khi mình đã có cơ hội xem nội dung trưng bày này và được gặp gỡ tất cả những con người thân thiện ở Việt Nam." Harwich Kulgh Guevara (Stockholm – Thụy Điển), Khách tham quan, 2016
"Tôi biết đến chiến tranh qua lời kể của ngoại và những bài giảng của thầy cô. Nhưng hôm nay có lẽ là lần đầu tiên tôi cảm nhận được nhiều hơn thế những gì đã xảy ra. Chiến tranh đã qua đi, giờ đây nước nhà đã độc lập, non sông đã thanh bình. Nhưng… ở đâu đó, ở bên ngoài vẫn còn nhiều lắm, nhiều lắm những nỗi đau. Và tôi, một đứa trẻ được sinh ra và lớn lên khi nước nhà đã bình yên có lẽ sẽ chẳng bao giờ hình dung được hết những gì đã xảy ra, những nỗi đau ấy…Nhưng hôm nay, bằng tất cả lòng biết ơn, sự kính trọng của thế hệ sau, xin gửi lời cảm ơn, lời tri ân sâu sắc đến thế hệ cha anh - những người đã hy sinh tuổi thanh xuân, hy sinh cuộc đời để đổi lấy ĐỘC LẬP, TỰ DO cho dân tộc". Hoài Nhung, Vũ Thư Hoàng, Khách tham quan, ngày 02/9/2016
"Chúng ta, tất cả những người có mặt ở đây hôm nay, đều có những lý do thuyết phục để đến đây, đến Việt Nam và chúng ta có mọi lý do để tin rằng chúng ta đang góp sức cho một sức mạnh lớn hơn để giúp cho những người khác có sức mạnh cần thiết để giúp đỡ lẫn nhau chống lại việc phát động chiến tranh. Thay vào đó chúng ta phải phát động "Hòa bình"!" Cựu chiến binh Mỹ Mike Sutherland, Khách tham quan, 20/3/2018
"Hôm nay, tôi tự hào đứng trên đất của những người bạn mà tôi đã học được rất nhiều và còn nợ rất nhiều. Tôi sẽ tiếp tục nhận được sức mạnh từ những tấm gương của các bạn. Tôi không dám nói rằng tôi có câu trả lời làm thế nào để đạt được một thế giới hoà bình, công lý, bình đẳng và môi trường bền vững, nhưng thông qua tất cả, tôi vẫn lạc quan và sẽ tiếp tục đấu tranh cho một thế giới trong đó của cải trên trái đất này sẽ được chia sẻ cho tất cả các công dân của mình. Tôi muốn diễn tả ý này bằng câu của nhà văn Ấn Độ Arundhati Roy: "Hãy nhớ rằng, chúng ta rất đông và họ rất ít. Một thế giới khác là có thể. Vào một ngày yên tĩnh, nếu bạn lắng nghe cẩn thận, bạn có thể nghe tiếng thở của thế giới đó”." Cựu chiến binh Mỹ J J Johnson, Khách tham quan, 20/3/2018

## Hình ảnh

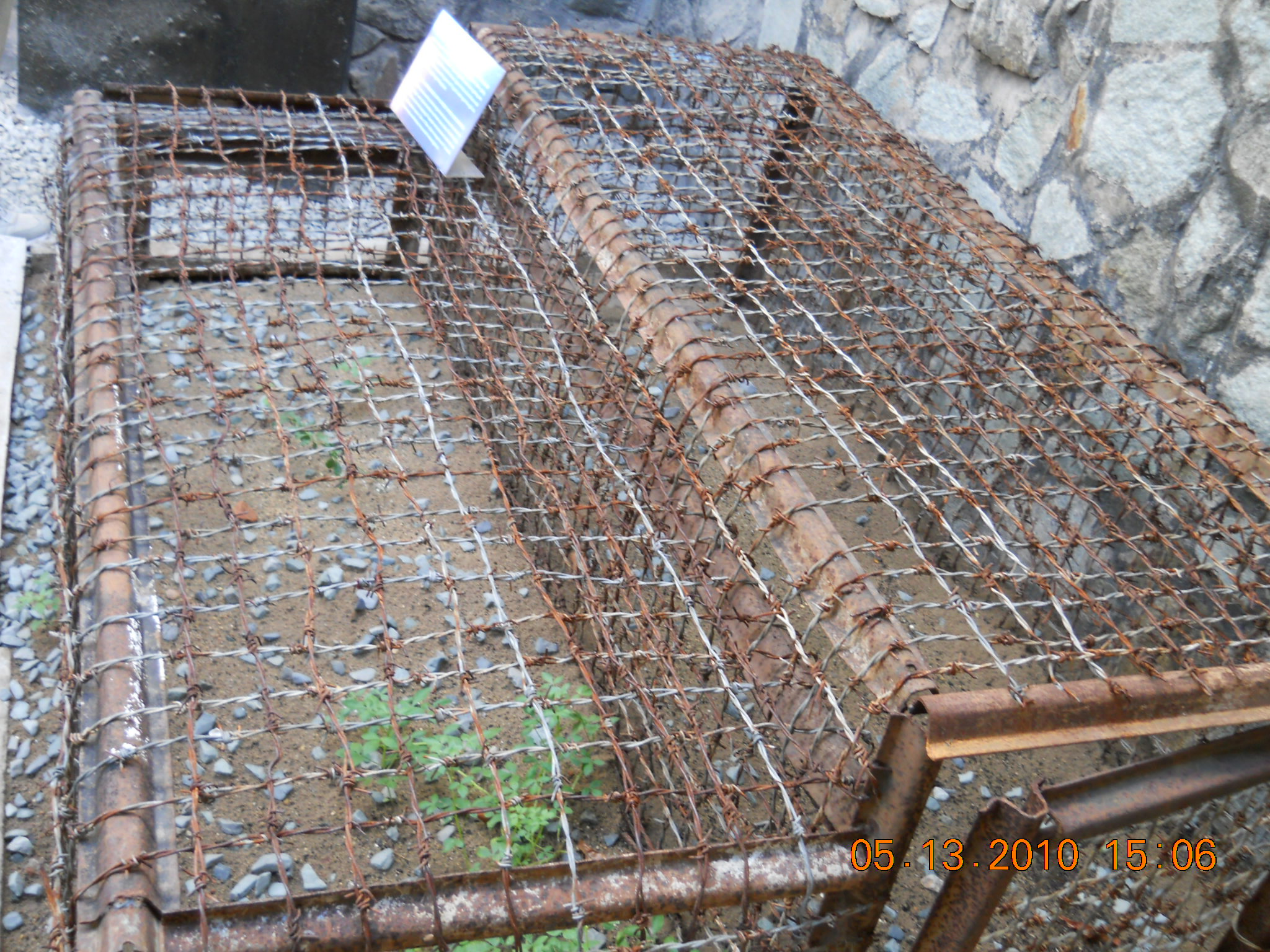
"Chuồng cọp" kẽm gai - một kiểu giam giữ tại Nhà tù Phú Quốc
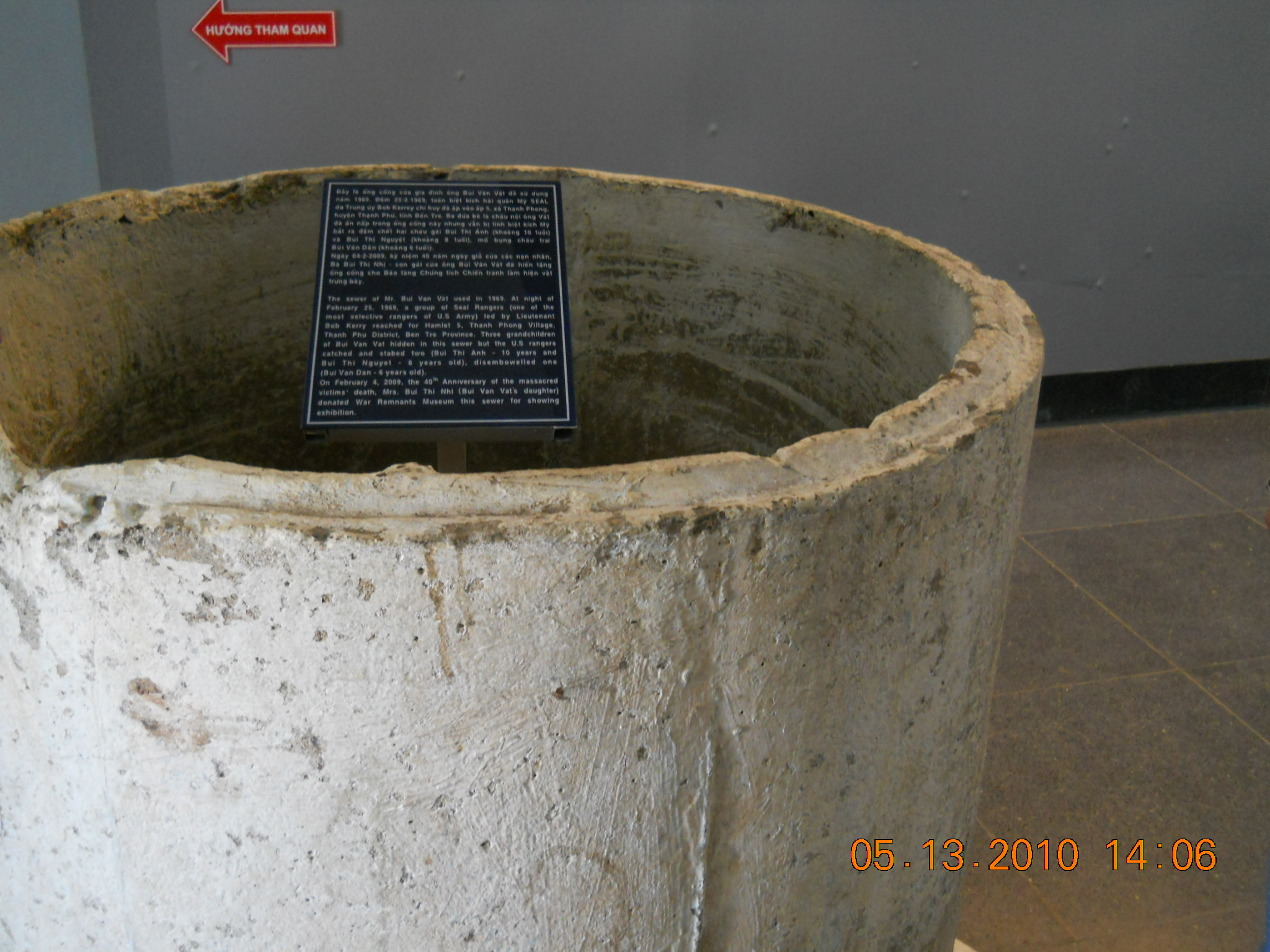
Theo tấm biển ghi, thì trong ống cống này, 3 em nhỏ ở Thạnh Phong - Bến Tre đã bị lính Mỹ sát hại
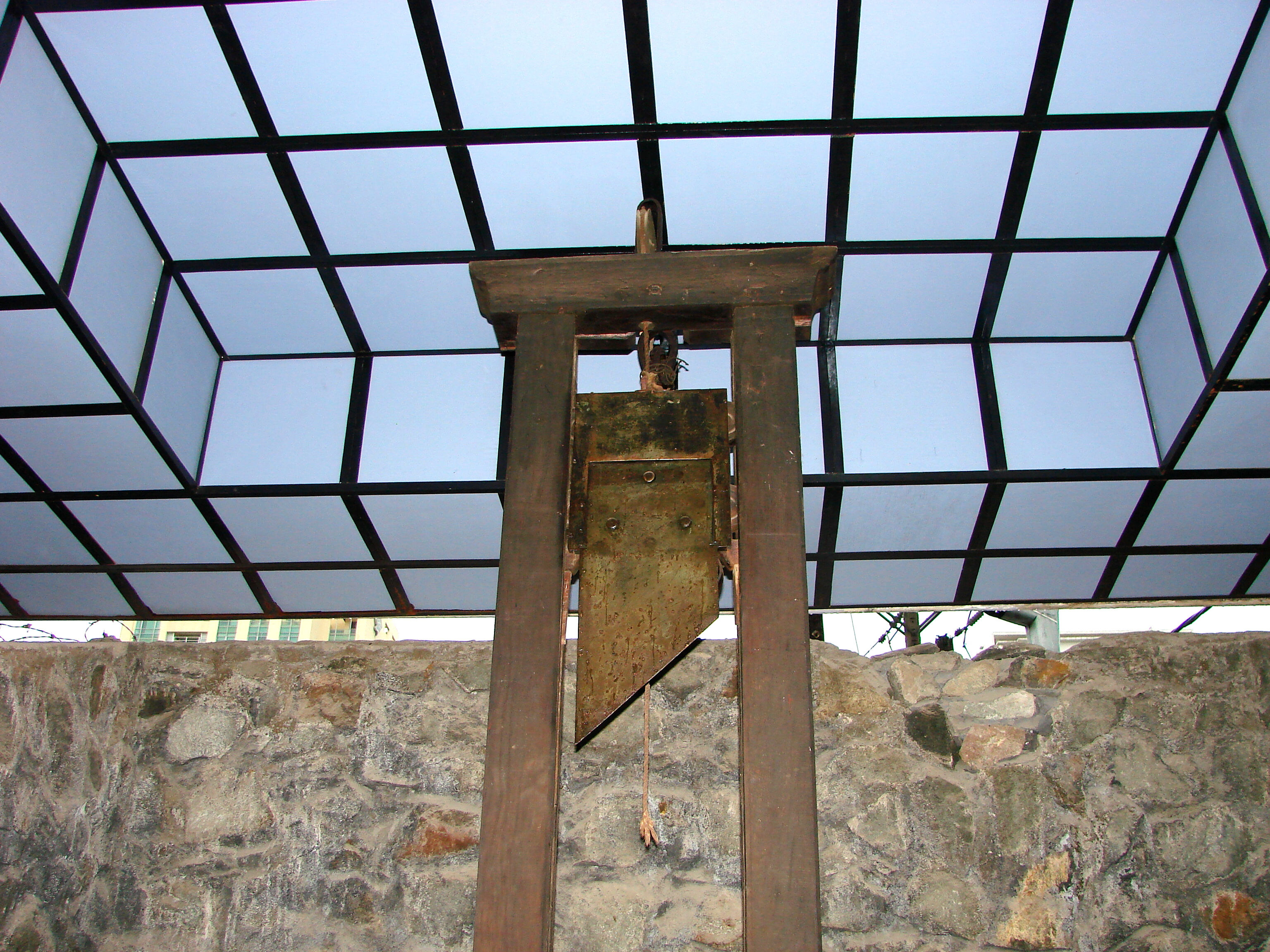
Chiếc máy chém được dùng để sát hại nhân dân yêu nước trong thời kỳ chiến tranh Đông Dương lần thứ nhất
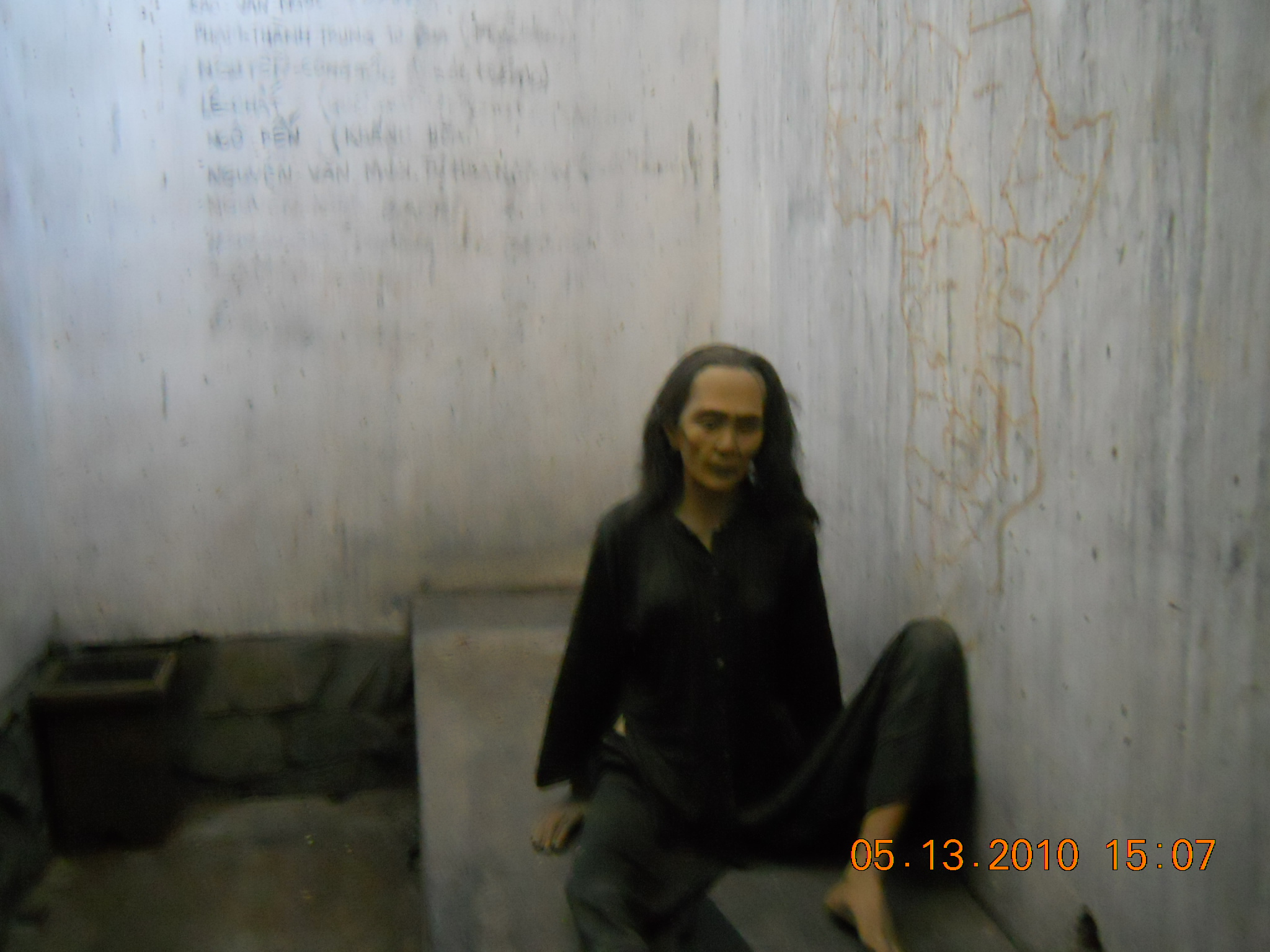
Nữ tù nhân trong chuồng cọp Côn Đảo ở BTCTCT
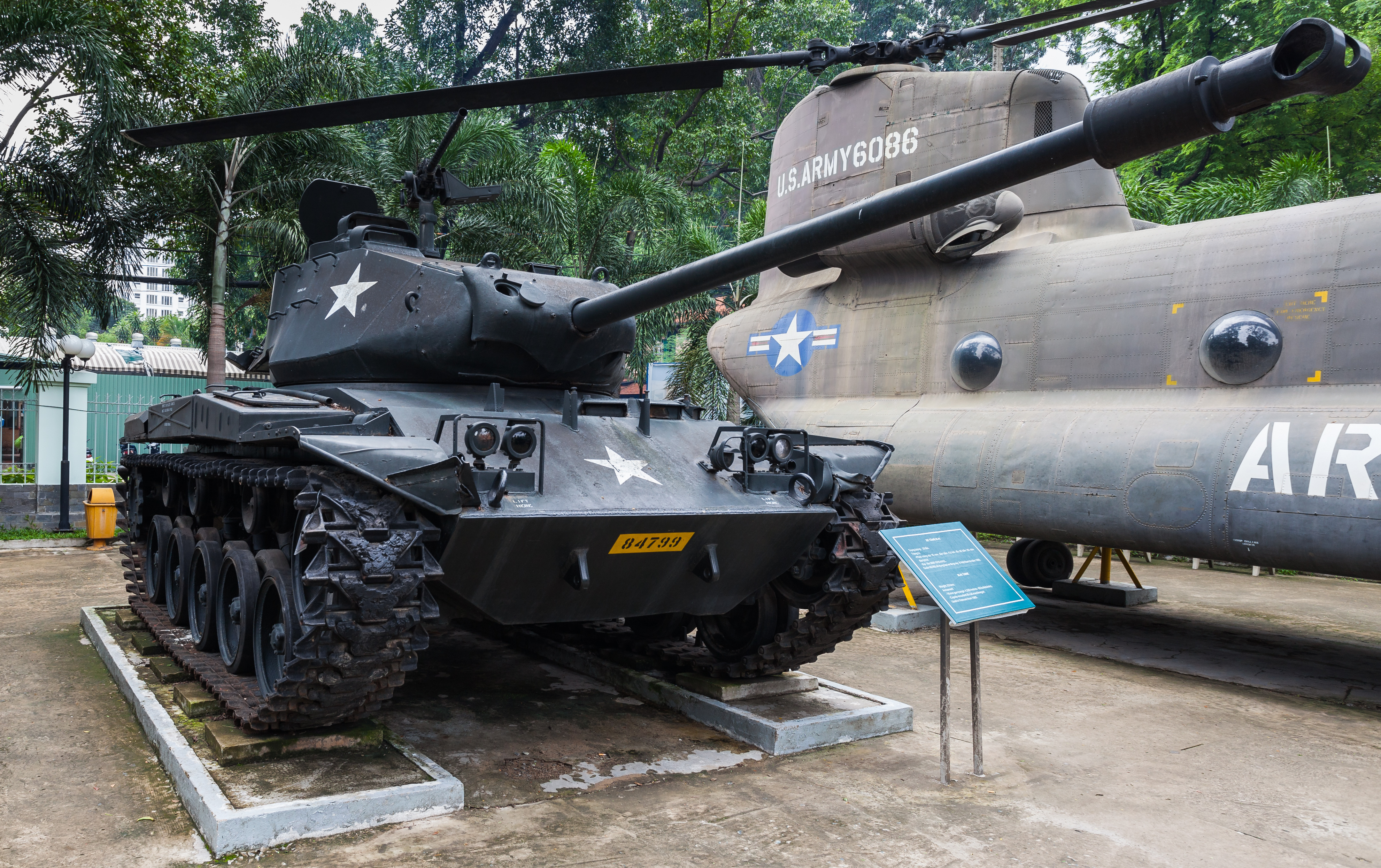
Xe tăng M41 Walker Bulldog
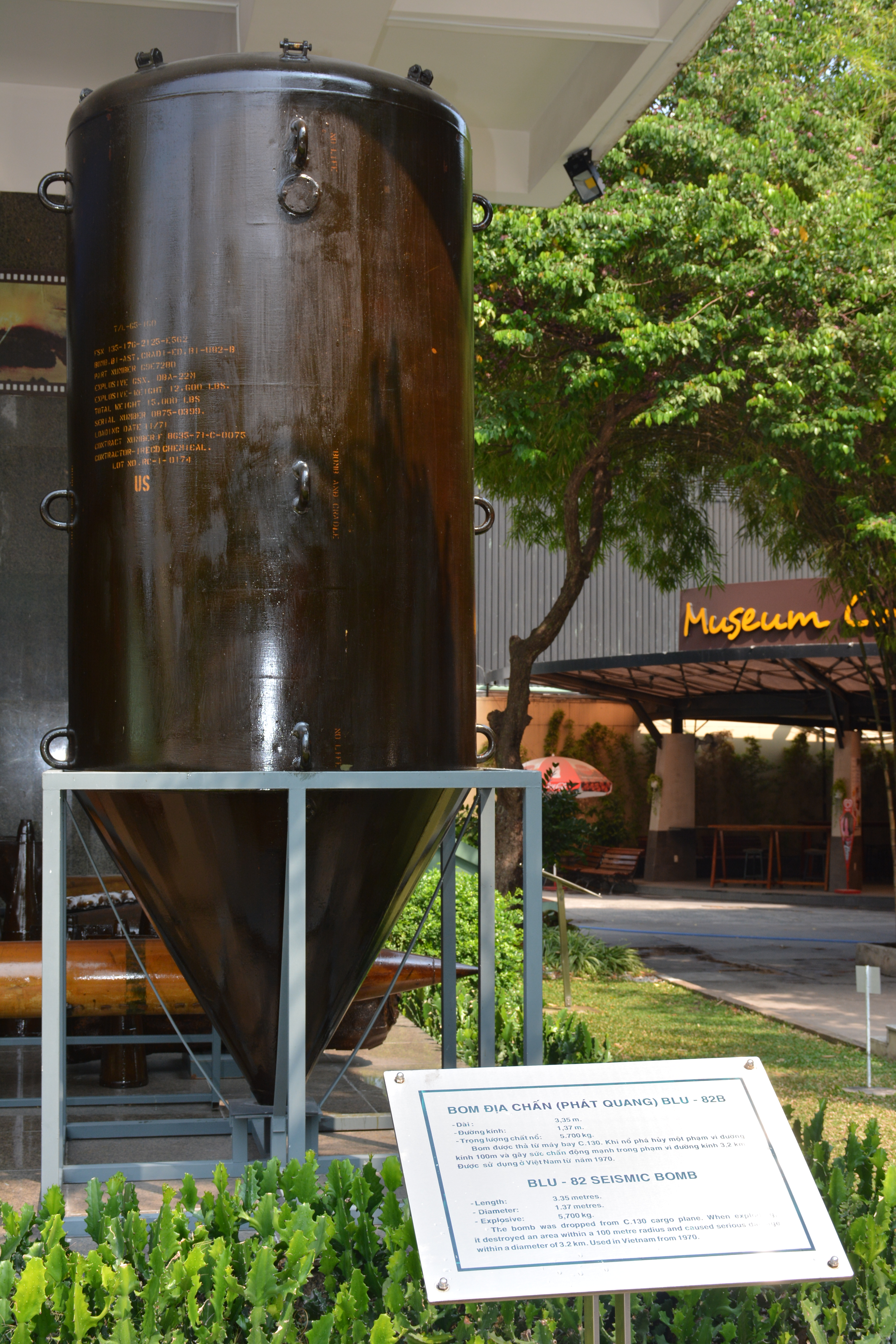
Bom 7 tấn
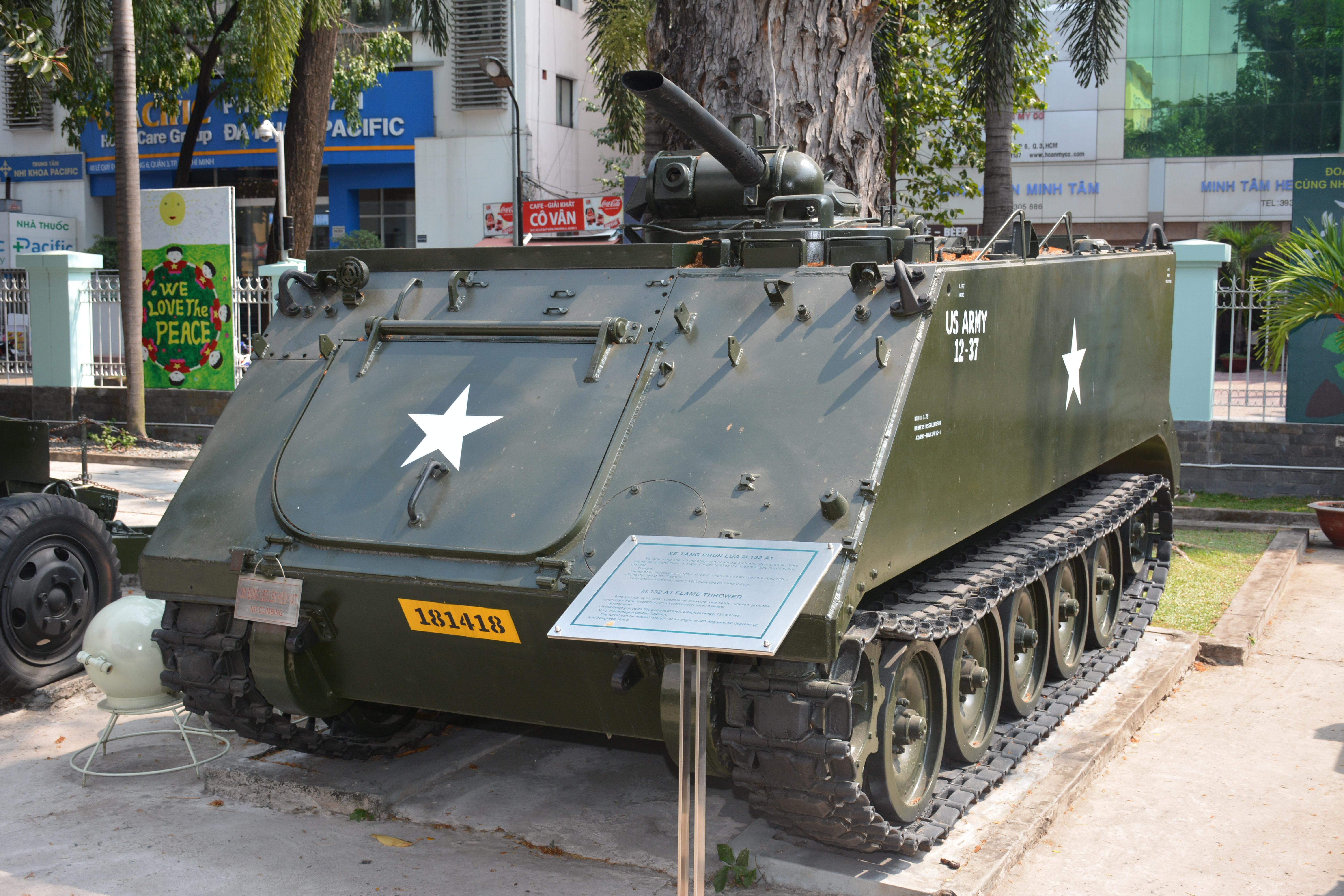
Xe tăng phun lửa M132-A1
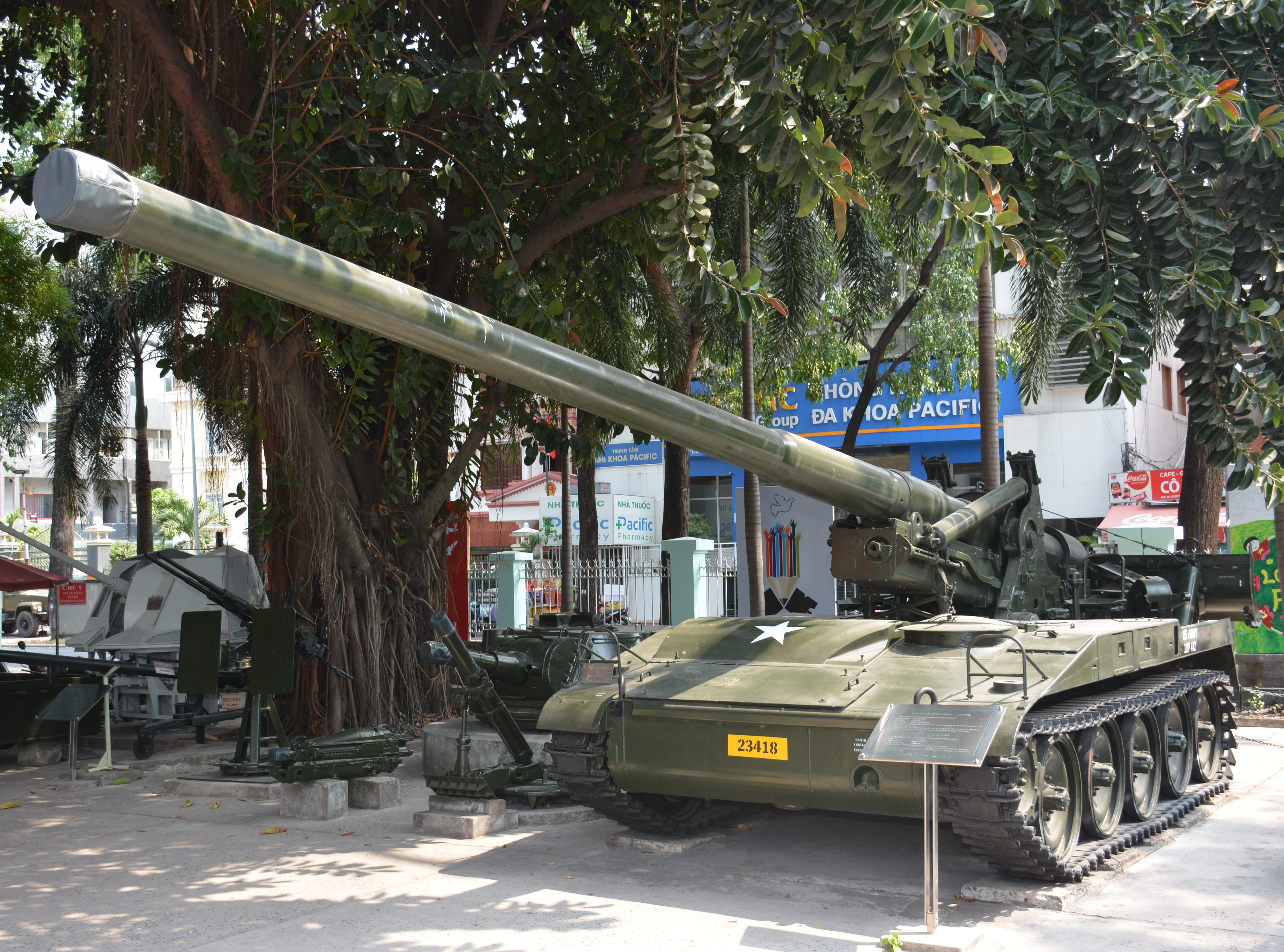
Vua chiến trường - Pháo tự hành M107-175mm
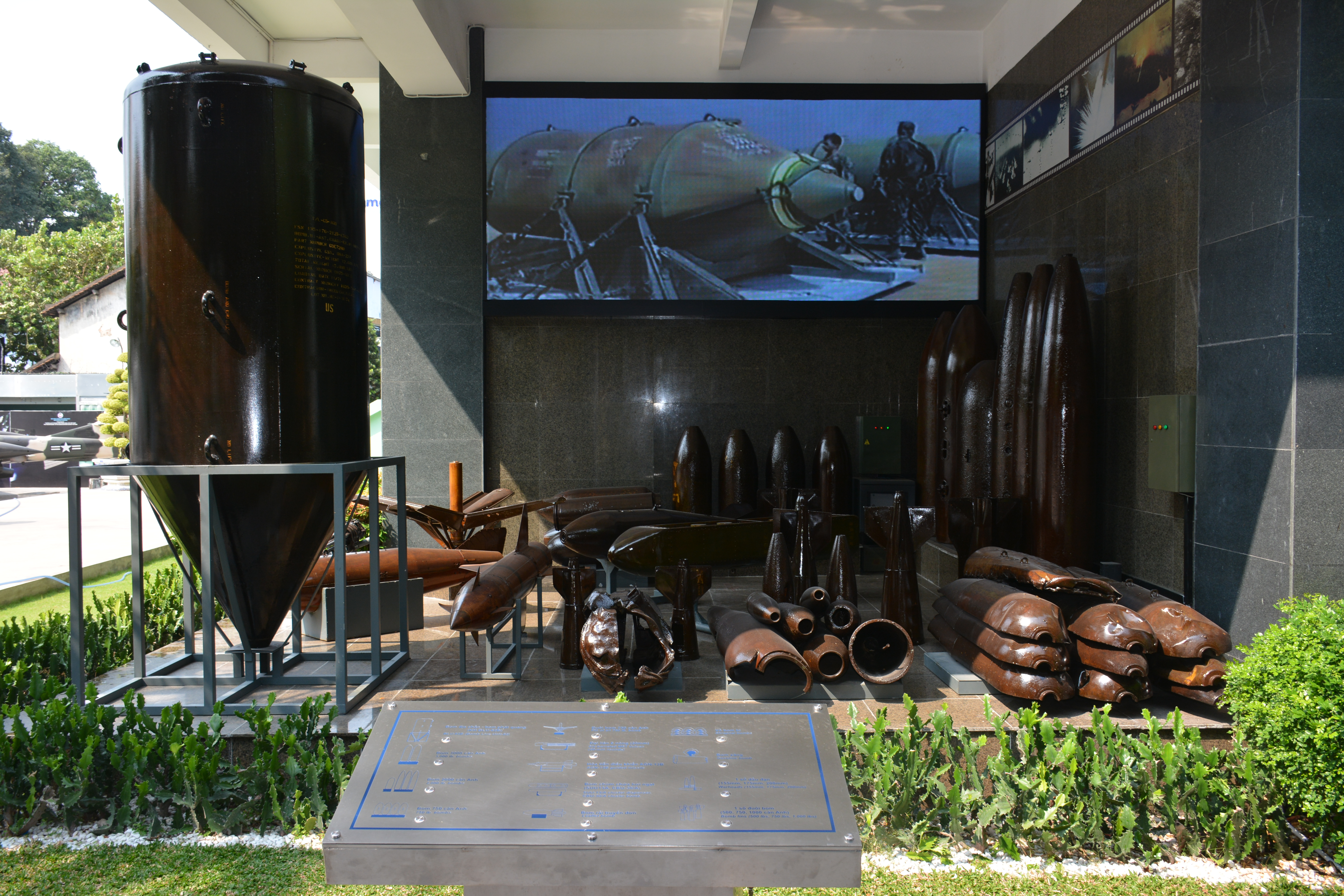
Khu trưng bày bãi bom